# 駿洋邨
駿洋邨（英語：Chun Yeung Estate）位於香港新界火炭，是香港房屋委員會轄下的一個公共屋邨。

## 屋邨概要及歷史
駿洋邨位於火炭黃竹洋街28號，由房屋署總建築師（3）王國興與劉榮廣伍振民建築師事務所聯合設計，並由新福港承建。建築師因應地區環境，參考了藝術家皮特·蒙德里安的格子風格、並融入至屋邨設計當中。邨內共有五座大廈，共提供4846個單位，於2020年2月落成。
屋邨所在地前身為城巴巴士廠，以及火炭平房區，當中後者於2000年清拆，所有居民遷往馬鞍山頌安邨。此後，平房區土地曾一度長期用作臨時停車場及政府廢車場，直到2010年才連同巴士廠用地改劃作興建公屋之用。
隨著政府於2018年宣佈綠表置居計劃常規化，當時仍未命名的駿洋邨曾獲列為綠表置居計劃第二期出售屋苑。由於屋苑內的單位數目較多，房委會否決上述提議，並以影響公屋供應為由而取消其提議，最後改以長沙灣麗翠苑一期代替。其後，此屋邨單位已於2019年11月進行預派程序（當中第1-3座共310伙單位優先編配予基層公務員），並擬定於翌年2月入伙。
在入伙前夕，由於2019冠狀病毒病全球疫情擴散，加上現有的隔離營不敷應用，以及原定作隔離營的暉明邨在較早時的警民衝突被破壞，政府於2020年2月7日表示需要徵用此邨單位，用作隔離設施之用。隨著疫情一度受控，此邨原訂於同年7月全數歸還，但由於同期疫情出現反彈，只有第4-5座可如期交還，而另外三座的交還日期更兩次順延至同年12月。
至同年8月28日，第4-5座單位在消毒及檢修後開始入伙。另外三座的單位原先預計延至2021年第二季才可入伙，但在各方施壓之下，加上疫情回穩，駿洋邨隔離中心最終於同年9月24日，隨著最後一名密切接觸者完成檢疫而停用，並在同年10月中交還。所有後續裝修工作於同年12月10日完成，隨後準備交付準租戶；原本政府預計1至3座準住戶需於明年1月底才入伙。但有消息指，第3座的準住戶可提早於12月10日起陸續入伙，預計每天安排80戶，即使12月有多日假期，有關工作亦不會暫停。

## 屋邨資料

### 樓宇

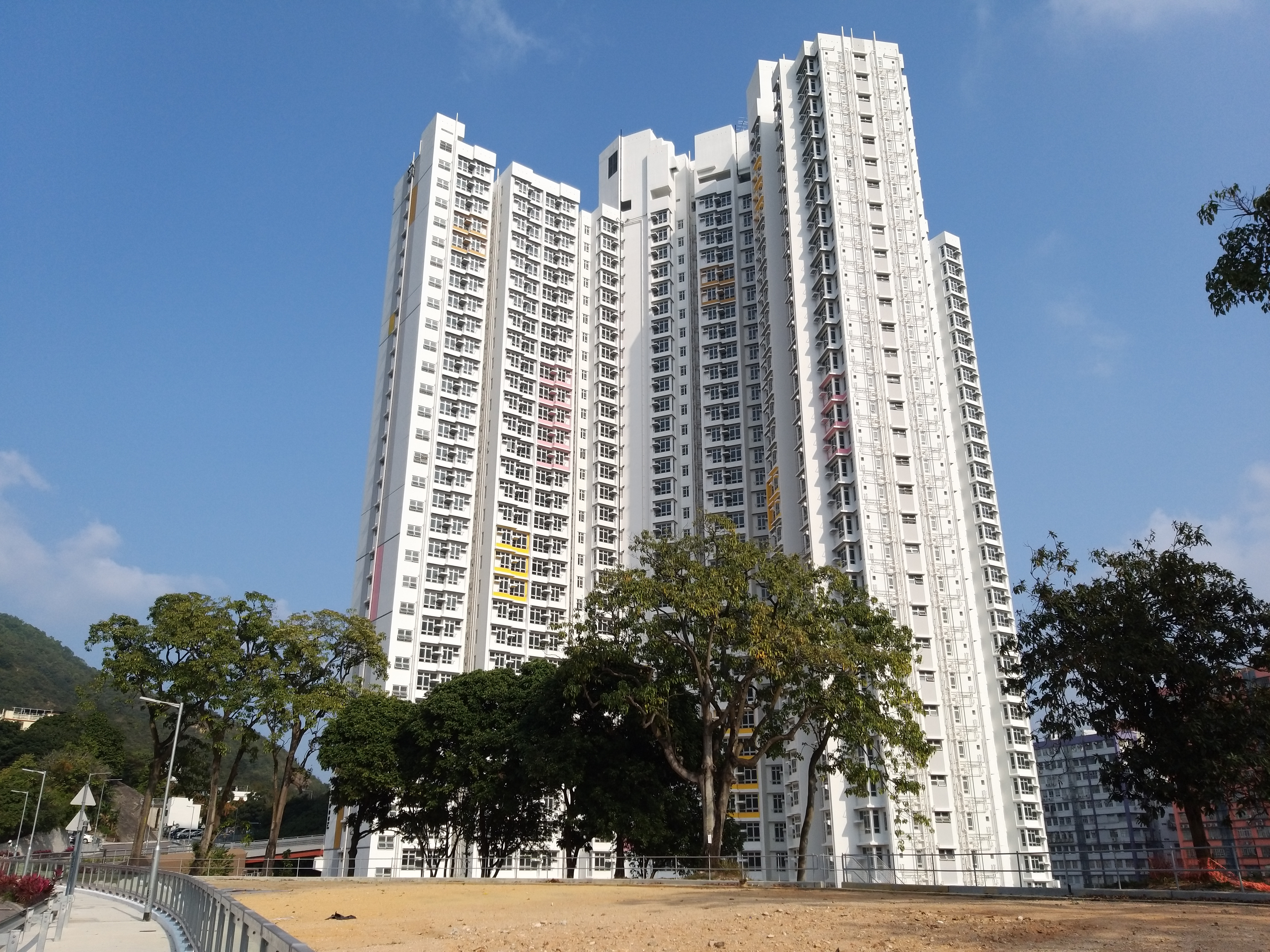
駿湖樓西南面

| 樓宇名稱（座號）           | 樓宇類型                    | 落成年份 | 樓宇層數 （住宅層數） | 每層伙數                                              | 每座單位數目 （伙） | 建築師                                          | 承建商 | 提供升降機的廠商 |
| -------------------------- | --------------------------- | -------- | --------------------- | ----------------------------------------------------- | ------------------- | ----------------------------------------------- | ------ | ---------------- |
| 駿逸樓（第1座） （英語：Chun Yat House） | 非標準設計大廈 （其他類型） | 2020年   | 36 （1-36樓）         | 29                                                    | 1,044               | 房屋署總建築師王國興、 劉榮廣伍振民建築師事務所 | 新福港 | 蒂森克虜伯       |
| 駿爾樓（第2座） （英語：Chun Yi House） | 非標準設計大廈 （其他類型） | 2020年   | 37 （1-37樓）         | 22（1樓） 23（2-4樓） 29（5-37樓）                    | 1,048               | 房屋署總建築師王國興、 劉榮廣伍振民建築師事務所 | 新福港 | 蒂森克虜伯       |
| 駿山樓（第3座） （英語：Chun San House） | 非標準設計大廈 （Y型）      | 2020年   | 39 （1-39樓）         | 17（1-2樓） 20（3-39樓）                              | 774                 | 房屋署總建築師王國興、 劉榮廣伍振民建築師事務所 | 新福港 | 蒂森克虜伯       |
| 駿時樓（第4座） （英語：Chun Sze House） | 非標準設計大廈 （其他類型） | 2020年   | 38 （1-38樓）         | 21（1-2樓） 29（3-38樓）                              | 1,086               | 房屋署總建築師王國興、 劉榮廣伍振民建築師事務所 | 新福港 | 蒂森克虜伯       |
| 駿湖樓（第5座） （英語：Chun Wu House） | 非標準設計大廈 （其他類型） | 2020年   | 34 （2-34樓）         | 18（2-3樓） 27（4-5樓及7-8樓） 22（6樓） 28（9-34樓） | 894                 | 房屋署總建築師王國興、 劉榮廣伍振民建築師事務所 | 新福港 | 蒂森克虜伯       |

- 駿湖樓西南面

## 屋邨設施

### 駿洋商場

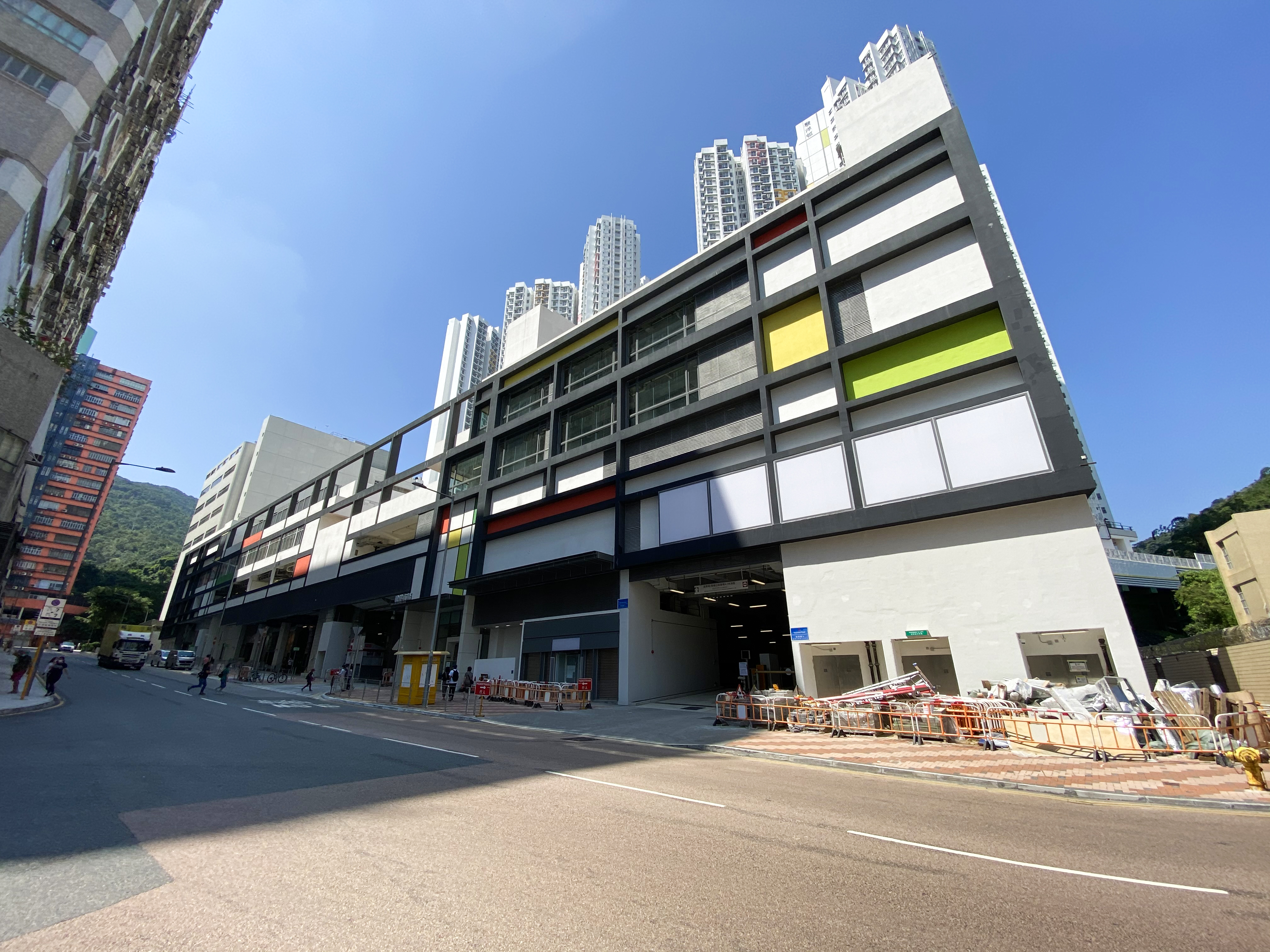
駿洋商場外貌，地面設公共交通交匯處（2020年10月）

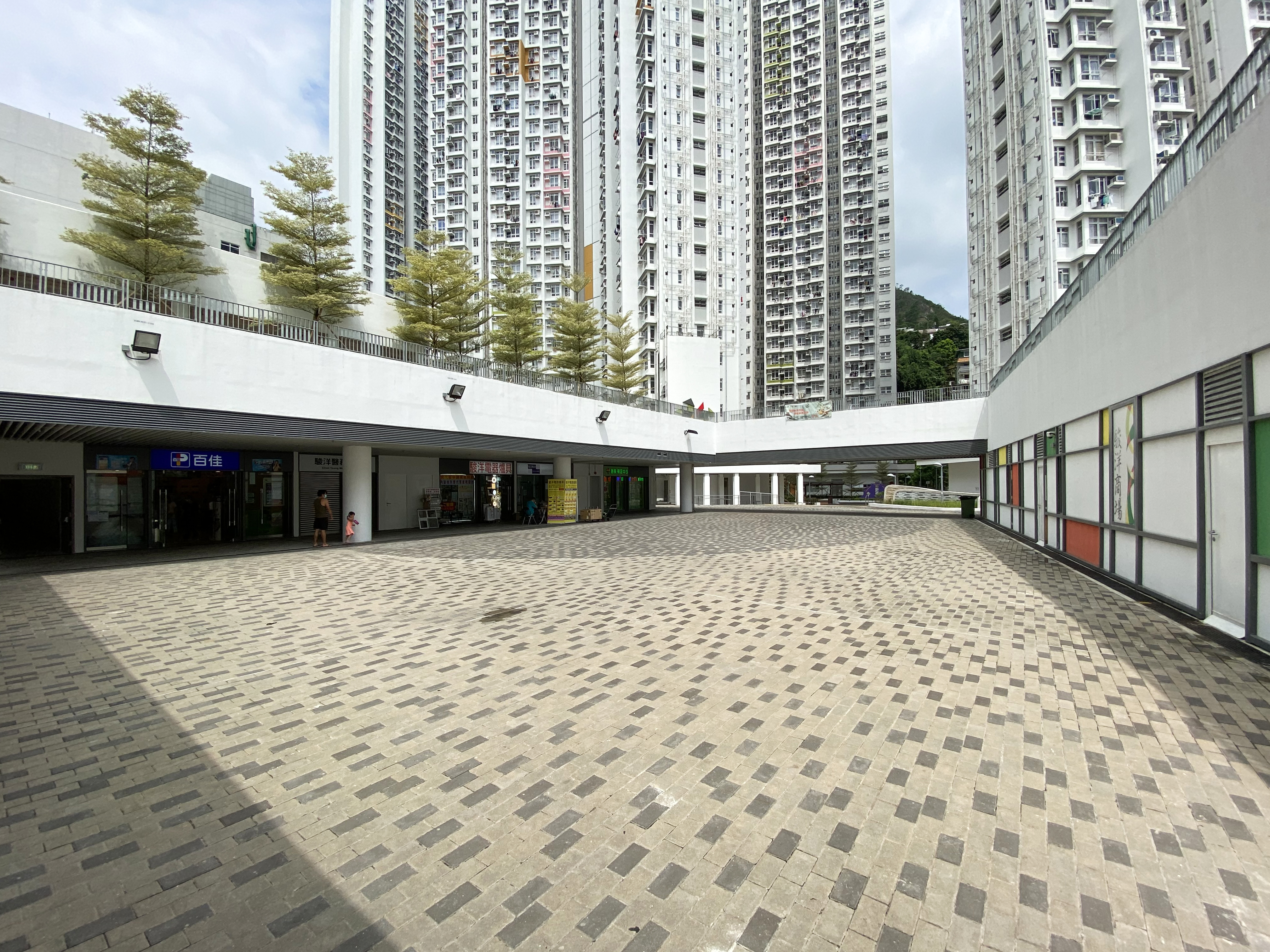
地面廣場（2021年8月）

屋邨向桂地街有一幢獨立的5層高商場，名為駿洋商場（英語：Chun Yeung Shopping Centre），可出租面積達4200平方米，主要商店位於地下和1樓。
而室內停車場位於LG2層和LG1層。

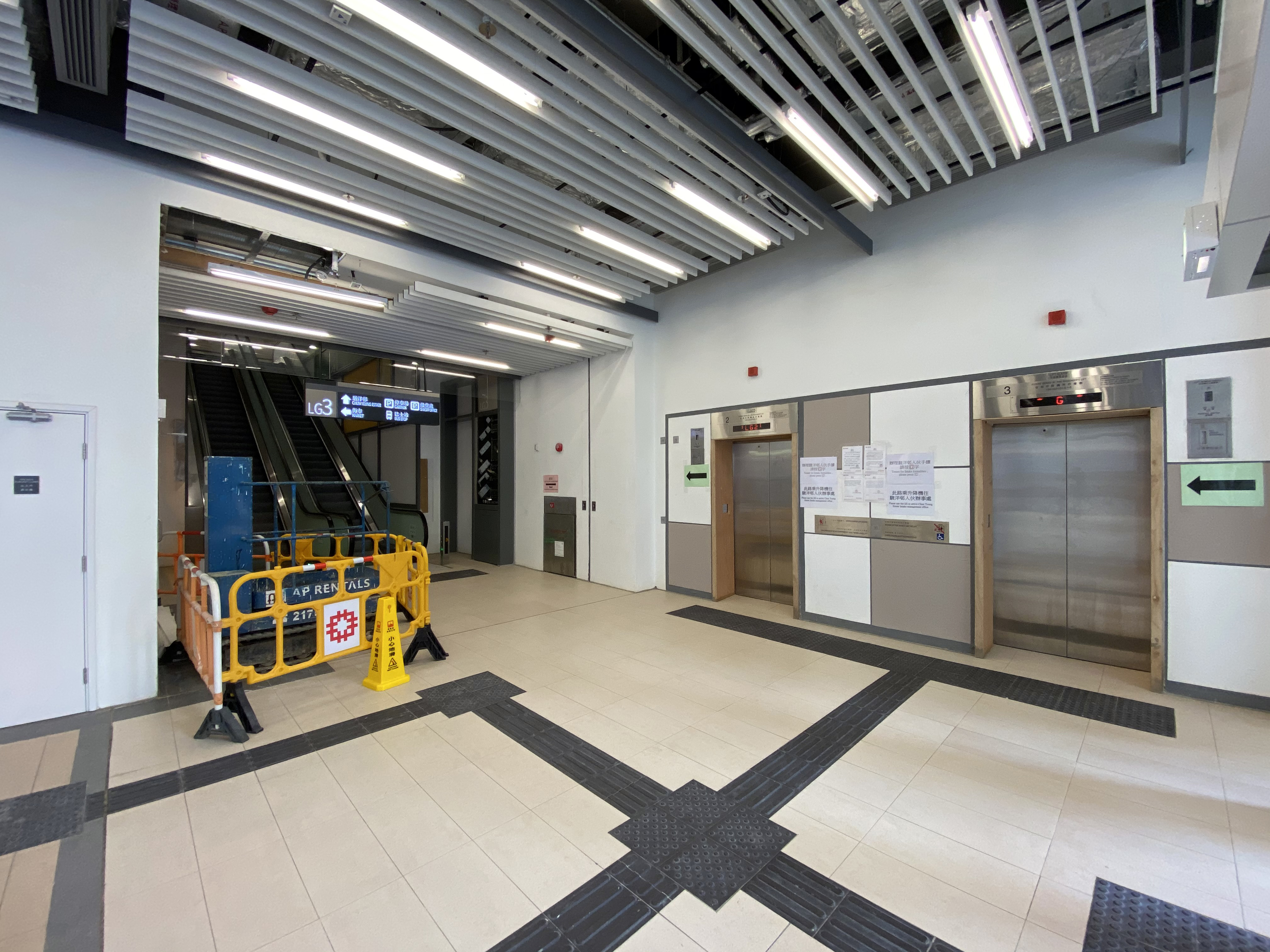
LG3層入口（2020年10月）
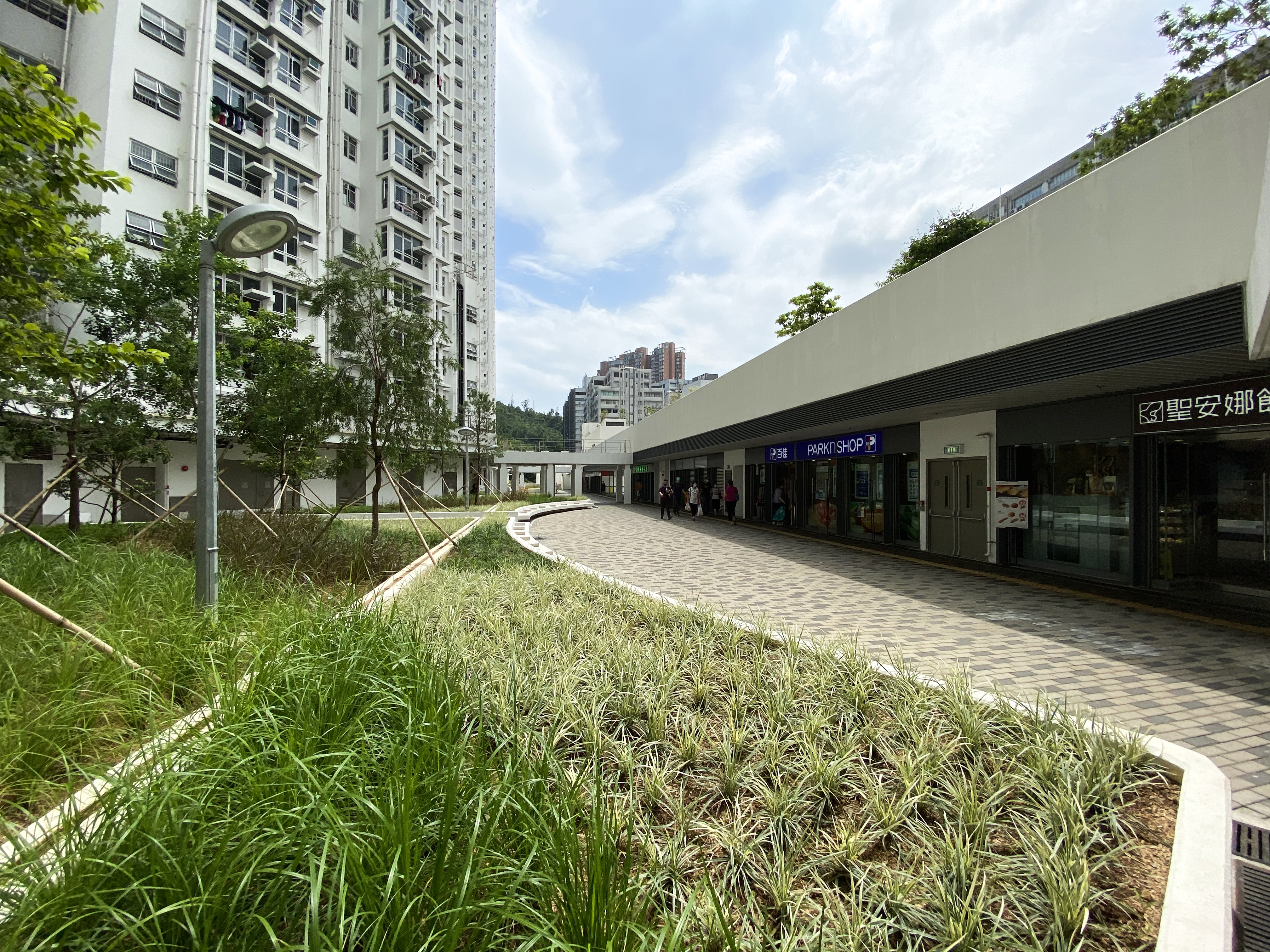
地面戶外部分的商店
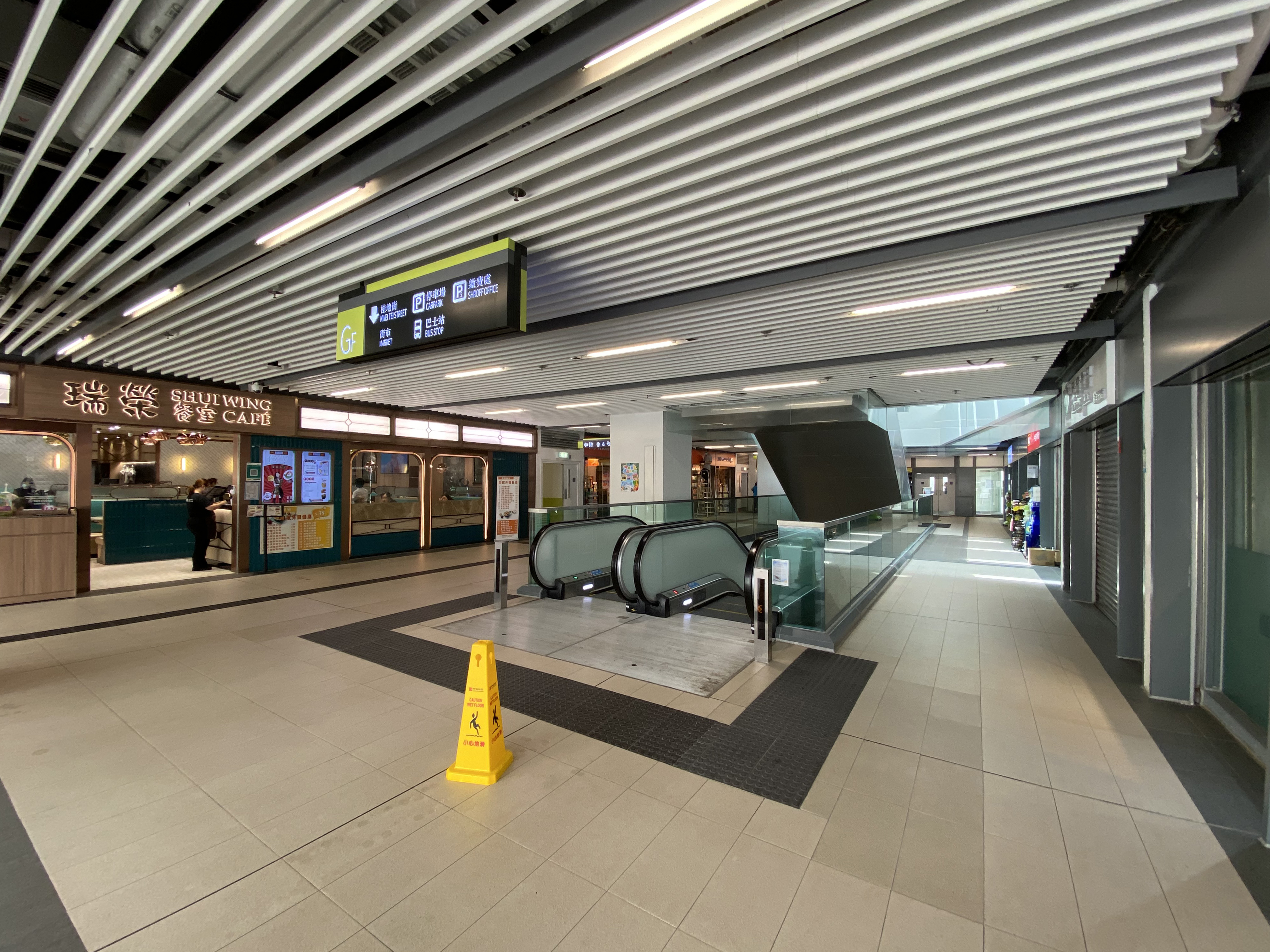
地面商店（2021年8月）
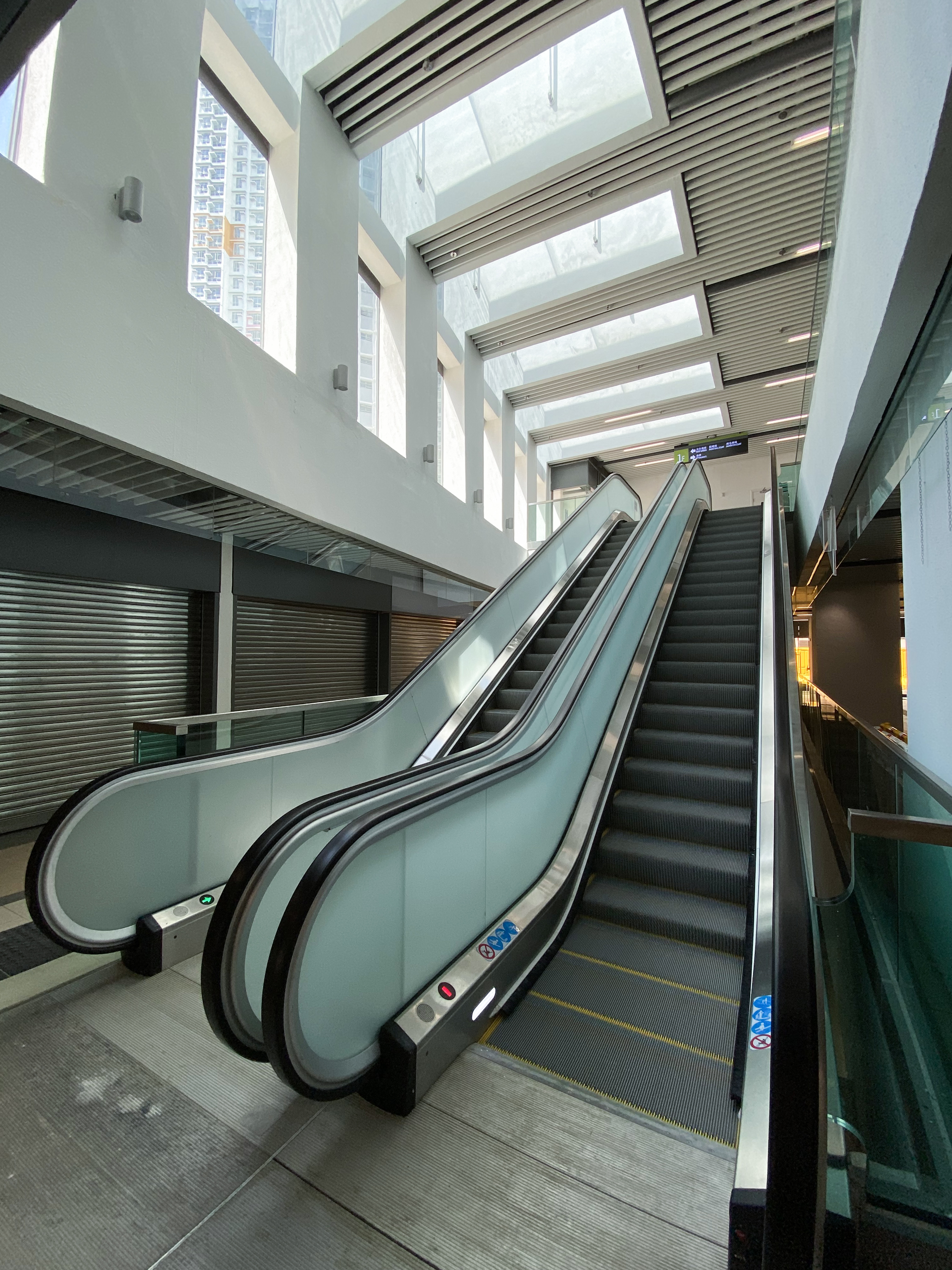
往1樓的扶手電梯
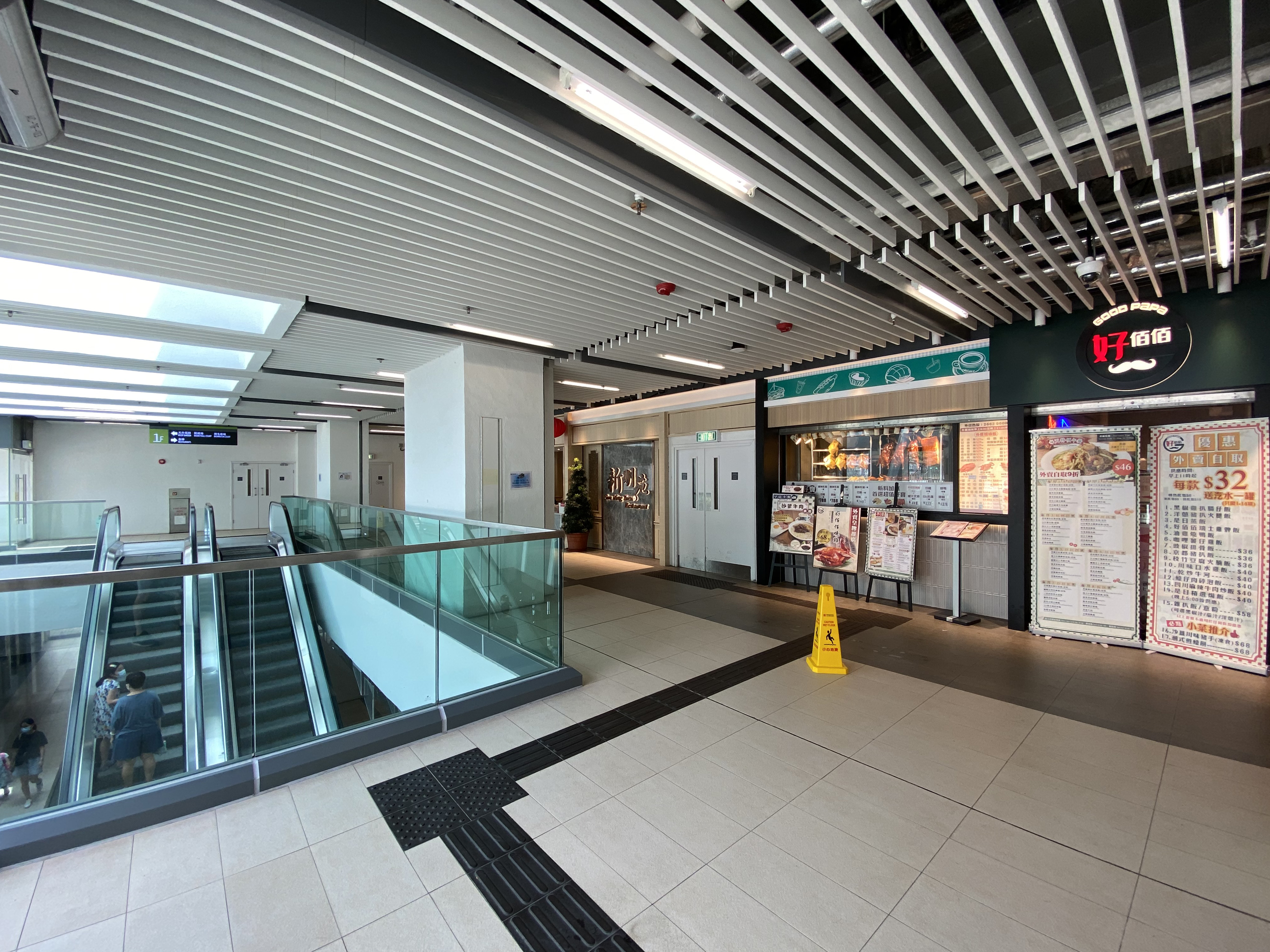
1樓商場設酒樓和餐廳
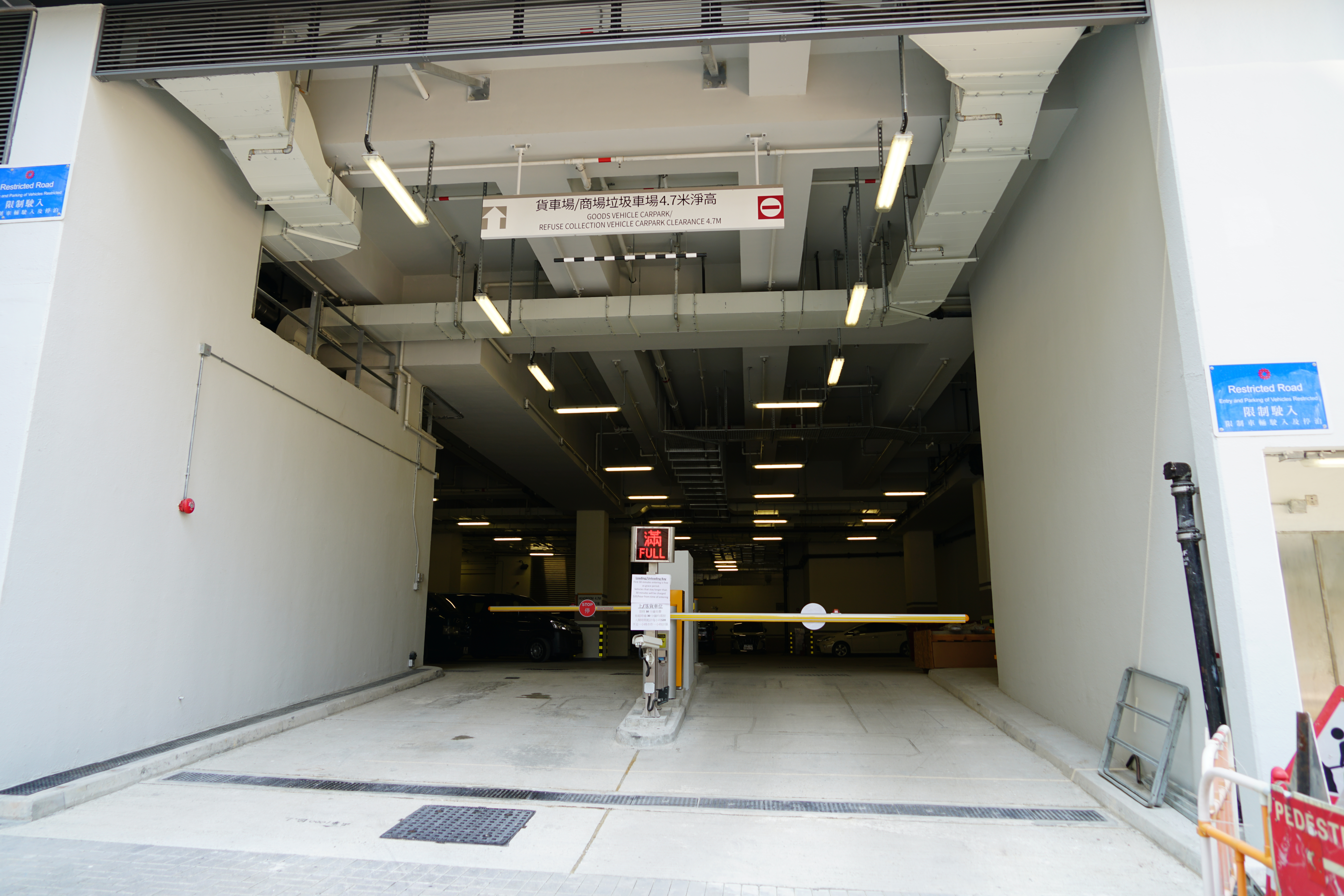
停車場入口

### 鮮薈市場

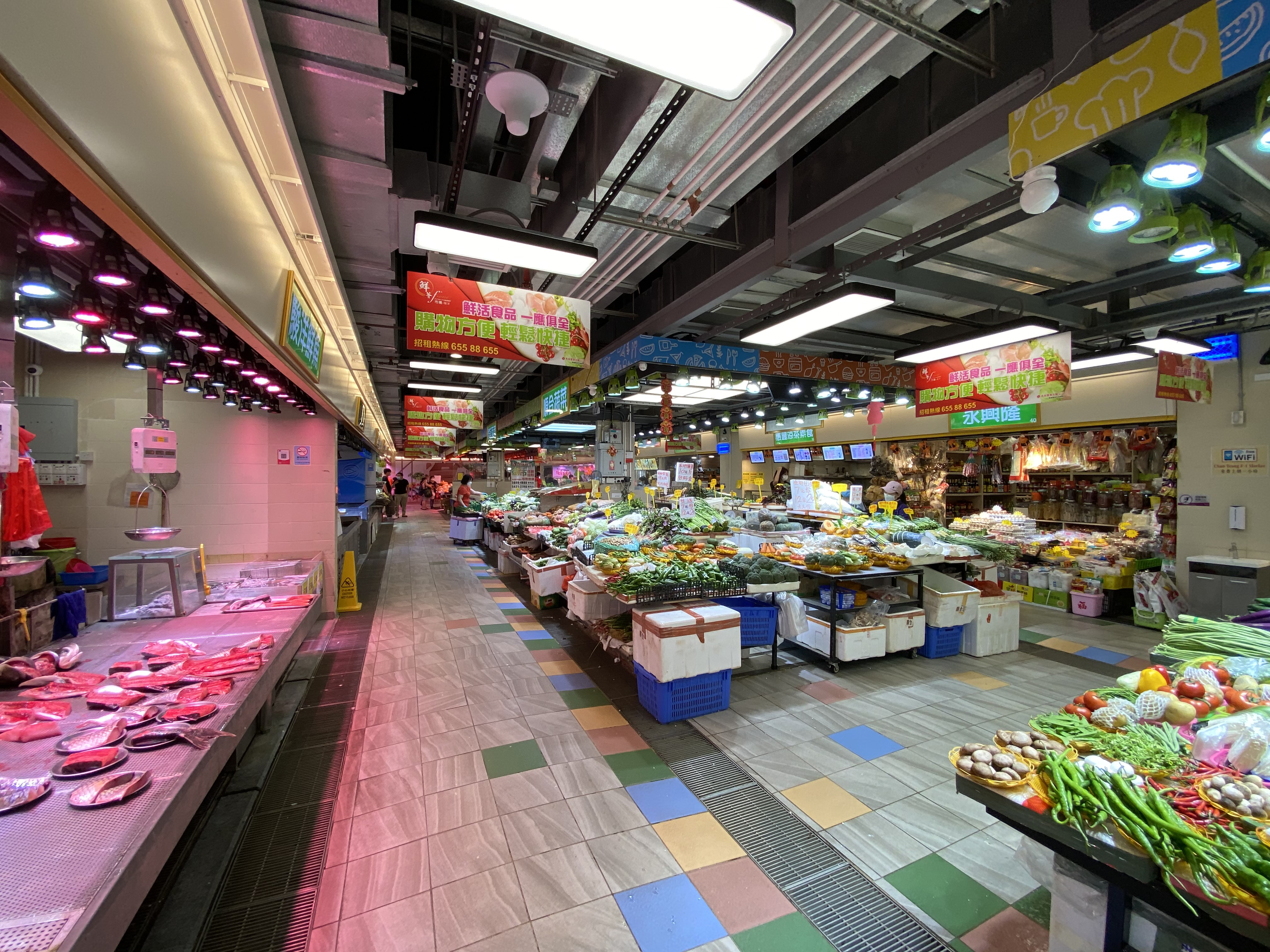
駿洋邨街市重新裝修後名為“鮮薈市場”

商場LG3層設有街市和公共交通交匯處。街市由光亮實業有限公司投得經營權，重新裝修後在2021年1月12日開幕，名為「鮮薈市場．駿洋」，設食品超級市場、鮮魚、新鮮蔬菜（有菜檔及沙律菜檔） 、肉類（牛/豬） 、凍肉、水餃荳品、涼茶素食鋪、手撕雞鋪和茶餐廳等。

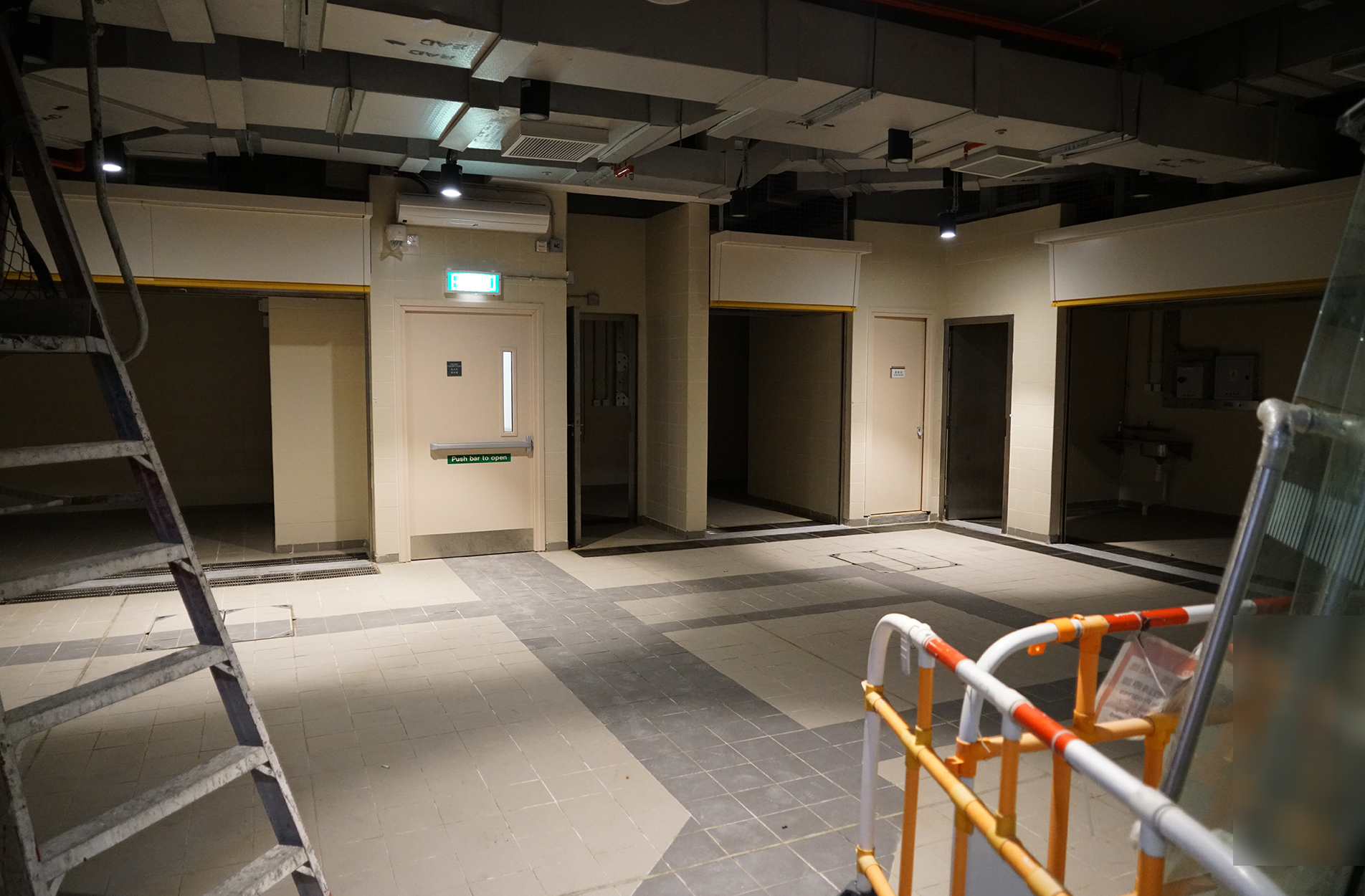
檔戶進駐前的駿洋街市
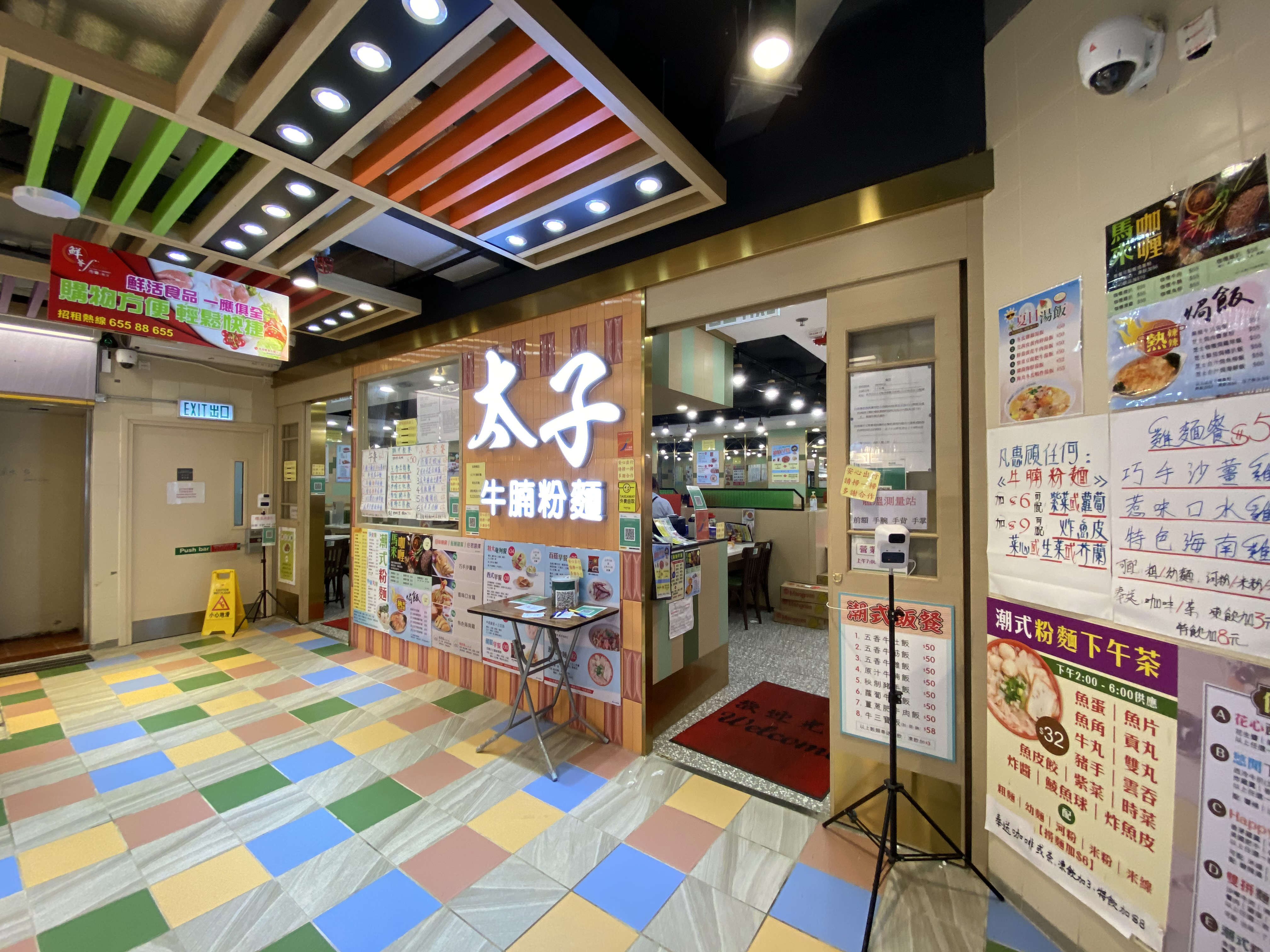
檔戶進駐後的駿洋街市部分範圍改劃為茶餐廳
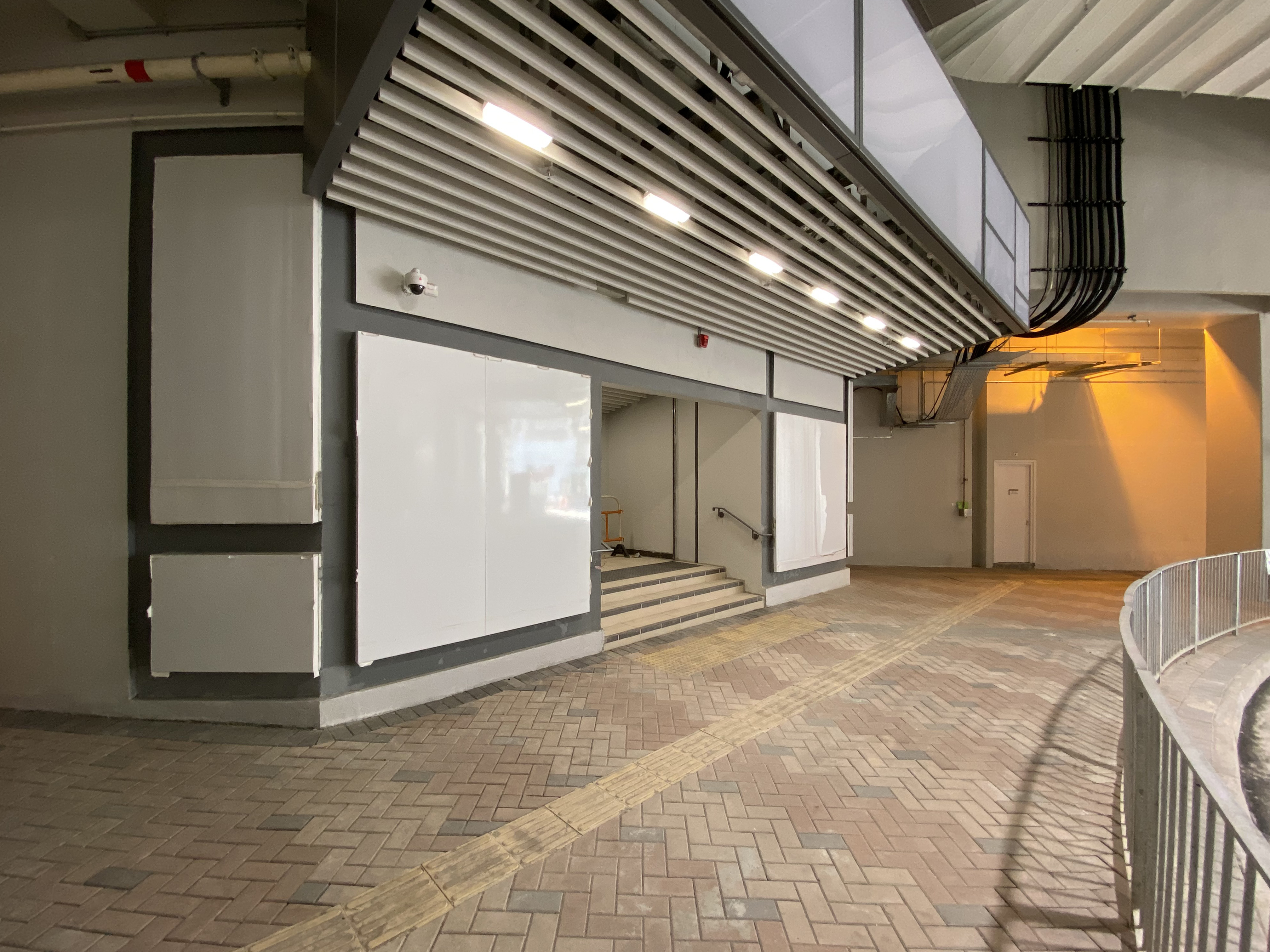
檔戶進駐前的街市入口（2020年10月）
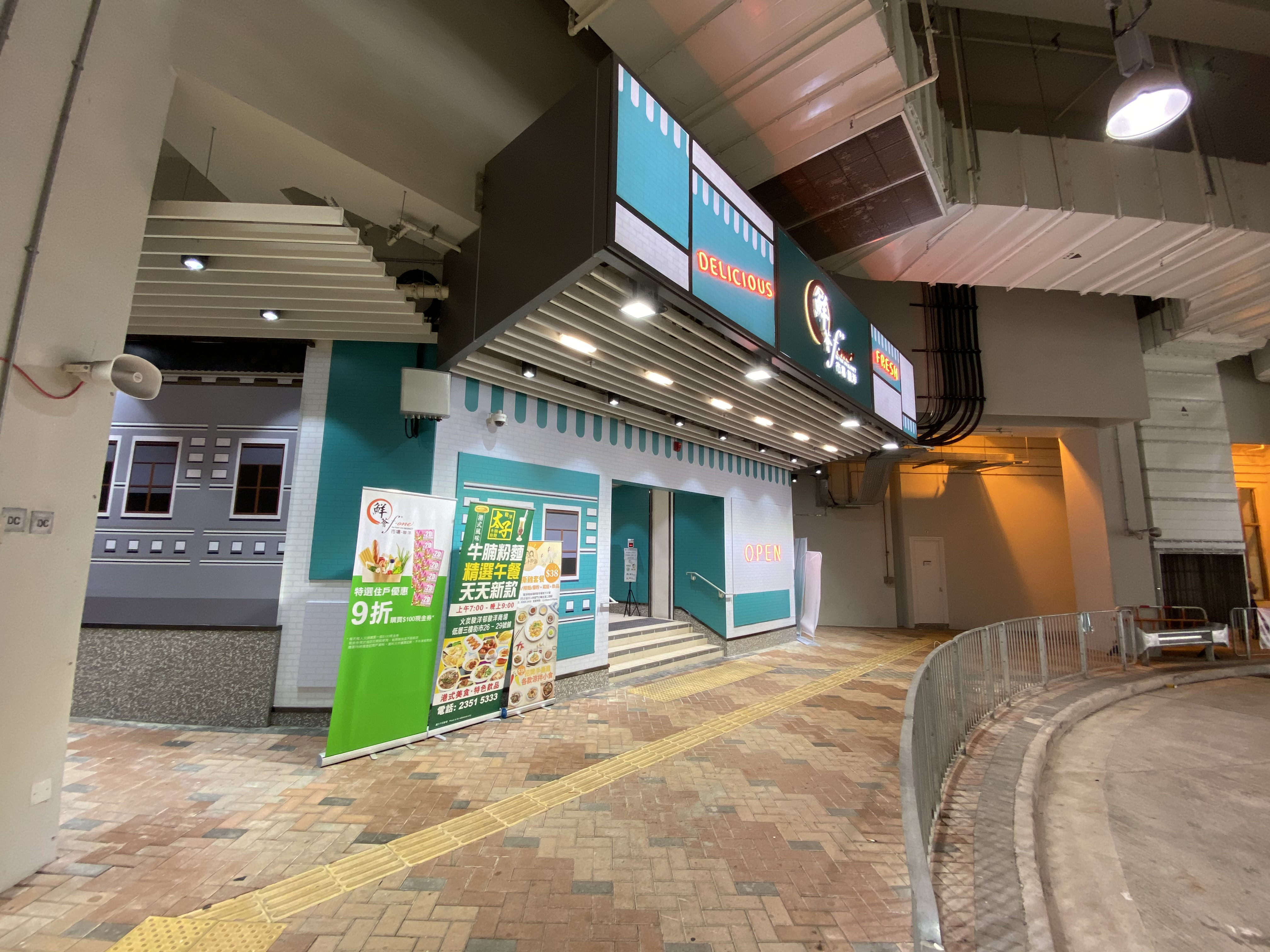
檔戶進駐後的街市入口重新裝修（2021年8月）

### 康樂設施

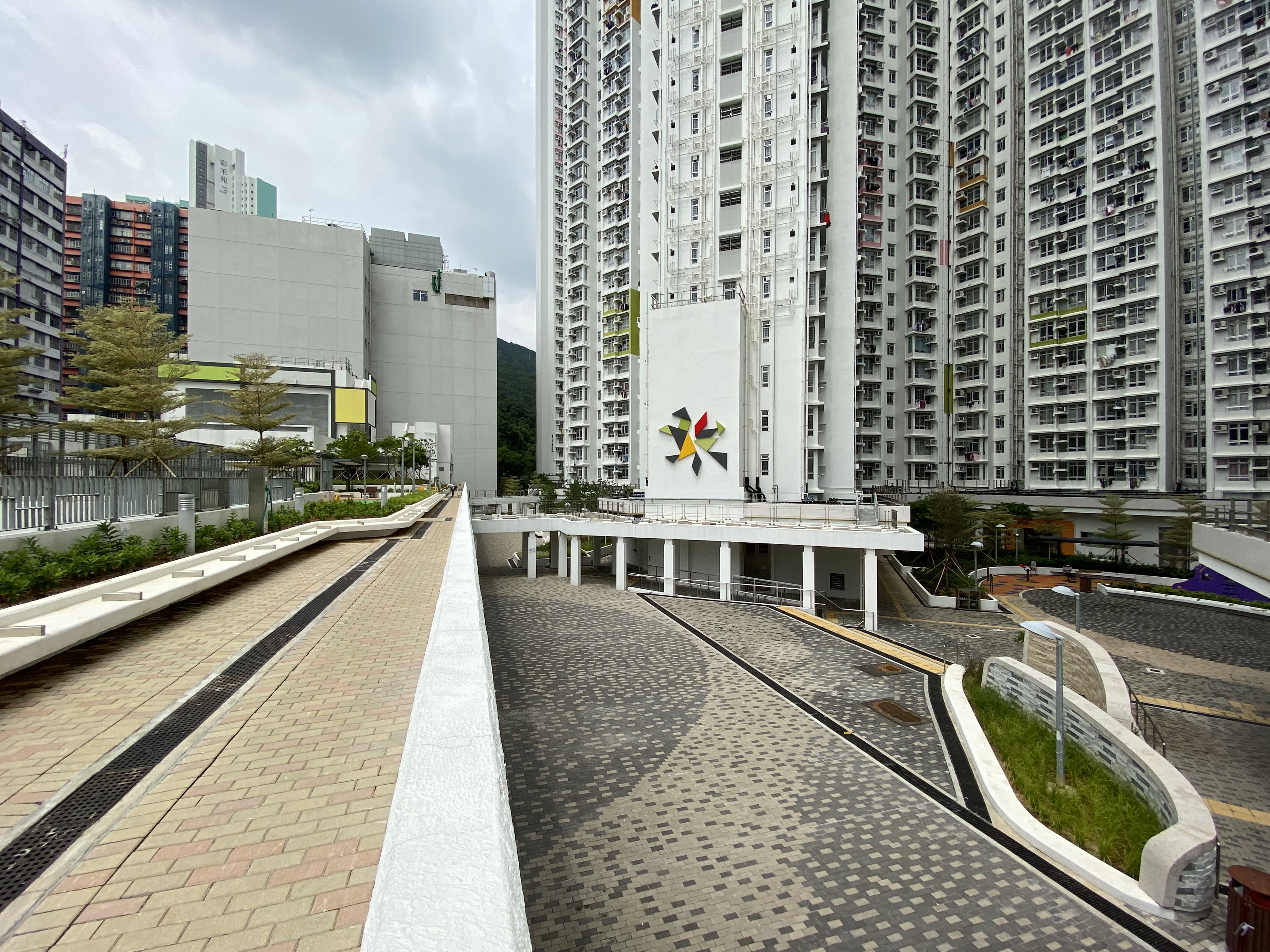
入口廣場（2021年8月）

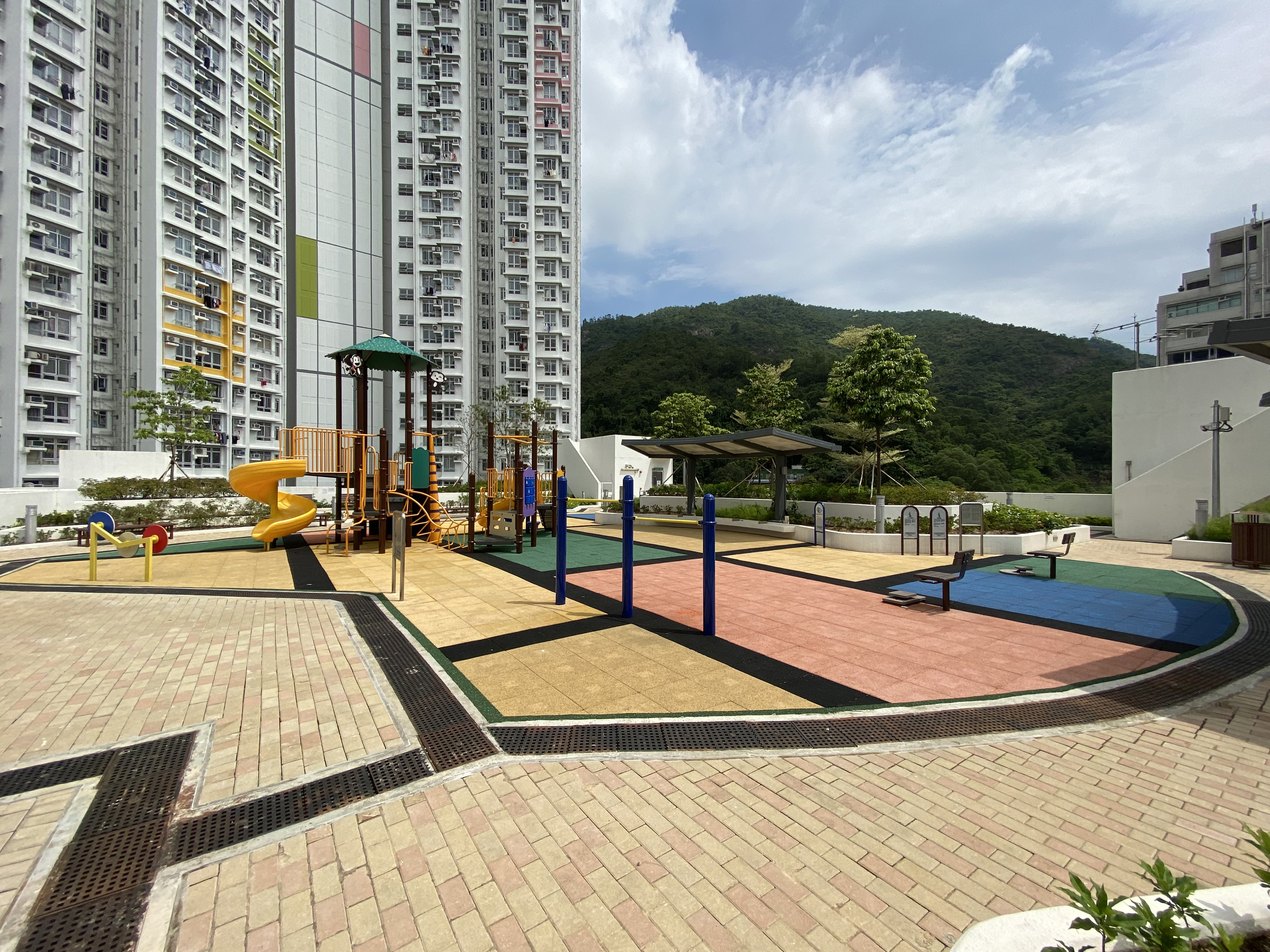
商場天台兒童遊樂場（2021年8月）

邨內設有3個兒童遊樂場，而駿洋商場天台設籃球場，2個羽毛球場和兒童遊樂場。

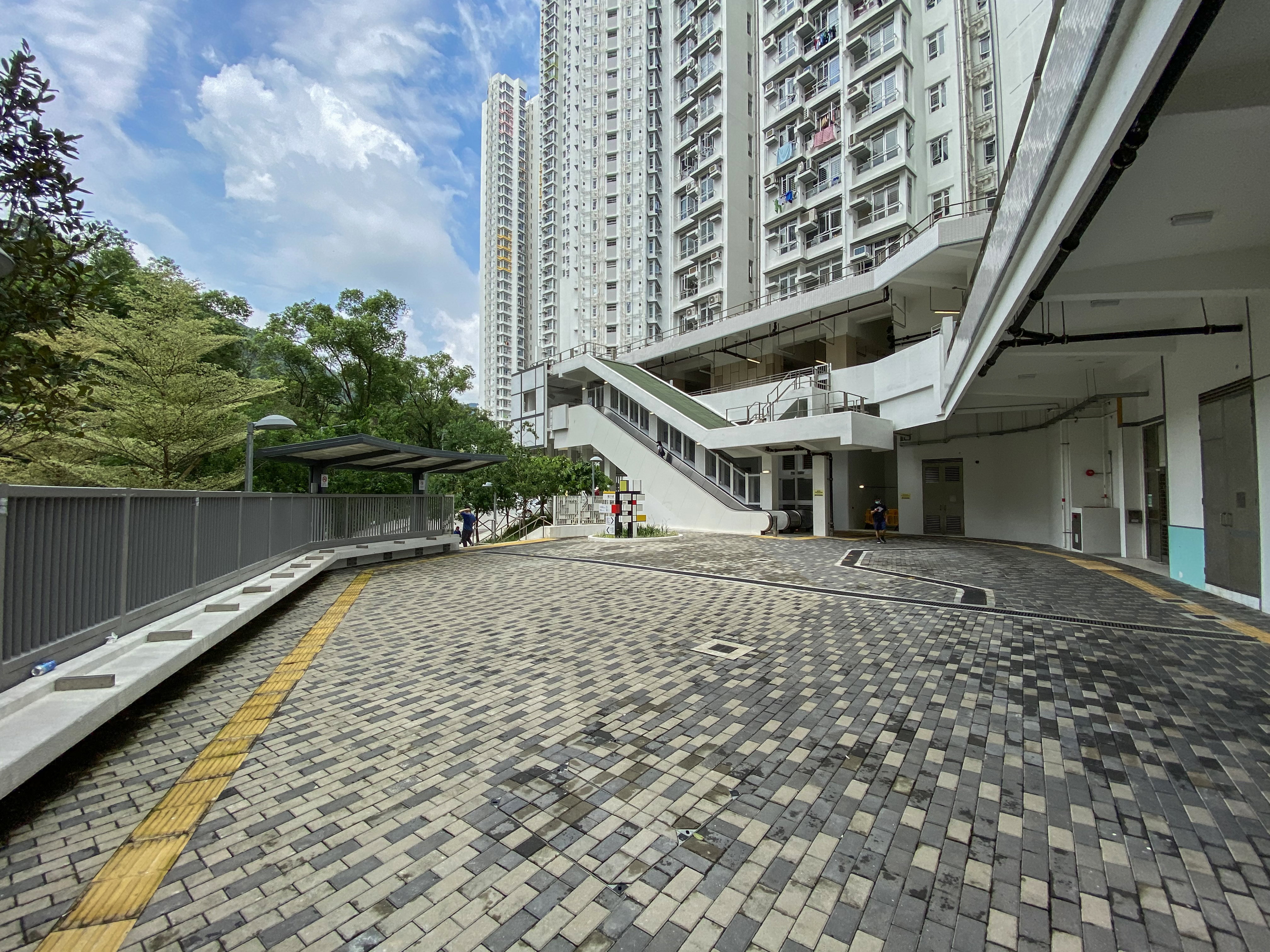
黃竹洋街入口（2021年8月）
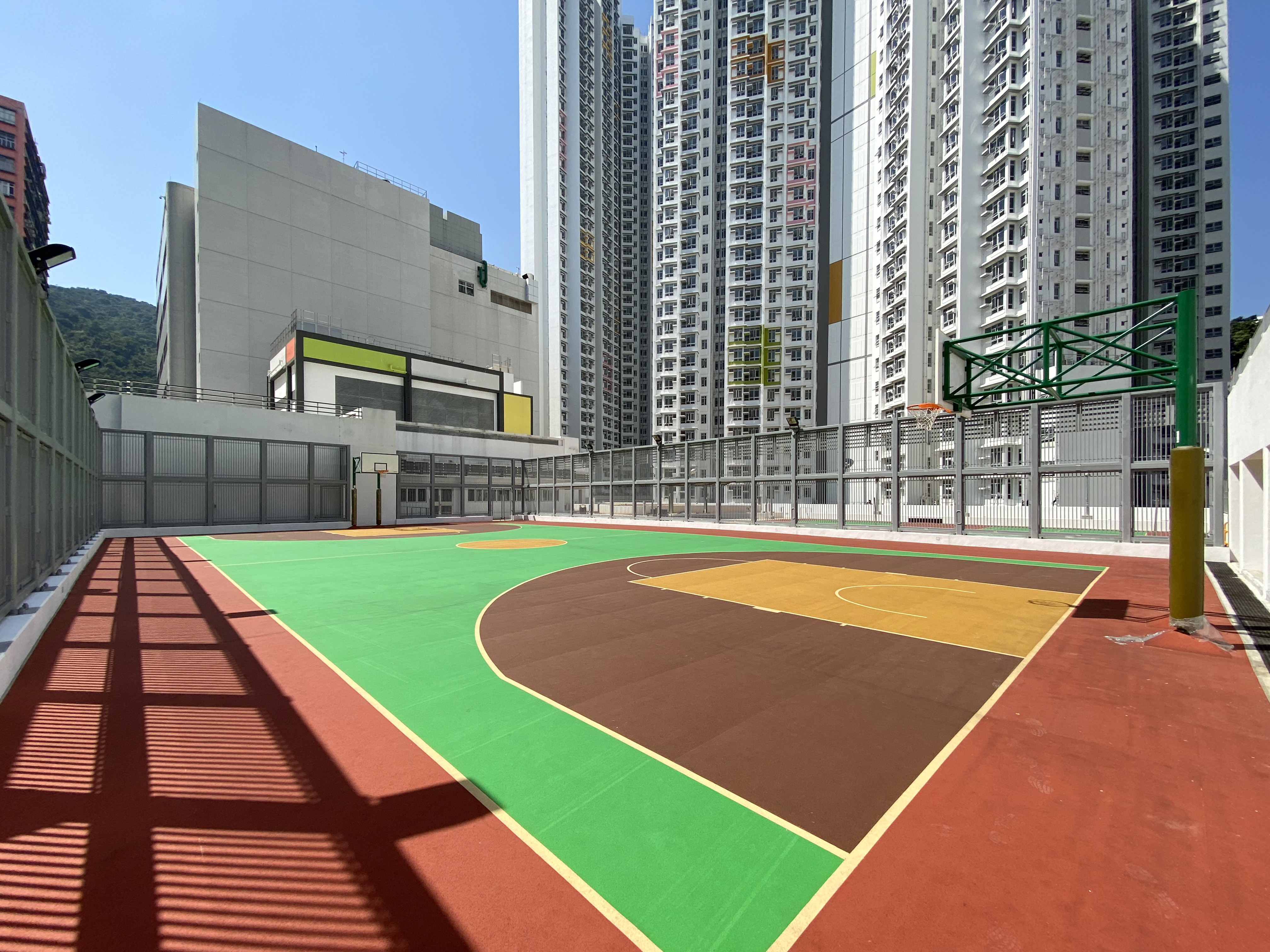
天台籃球場（2020年10月）
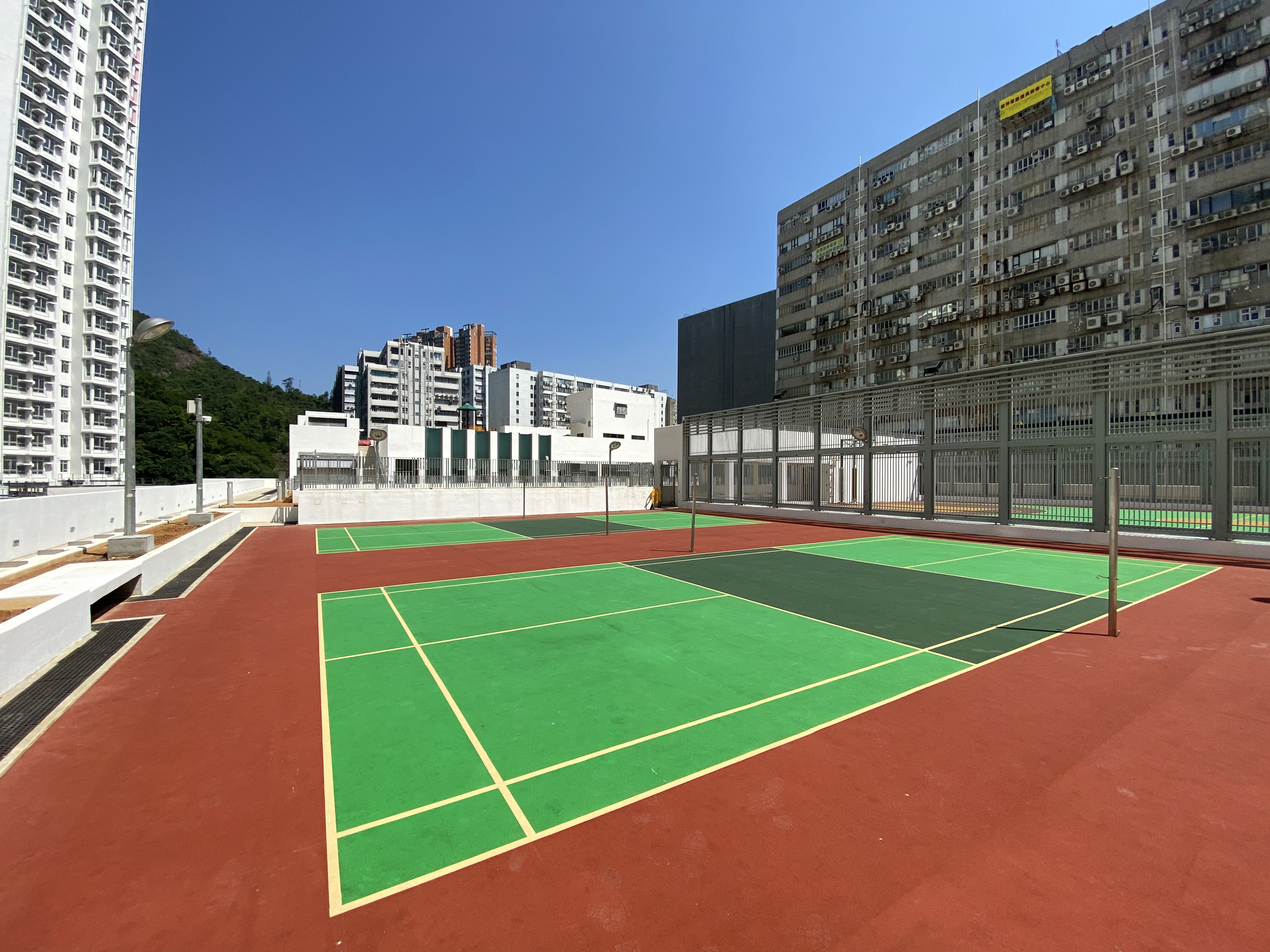
天台羽毛球場（2020年10月）
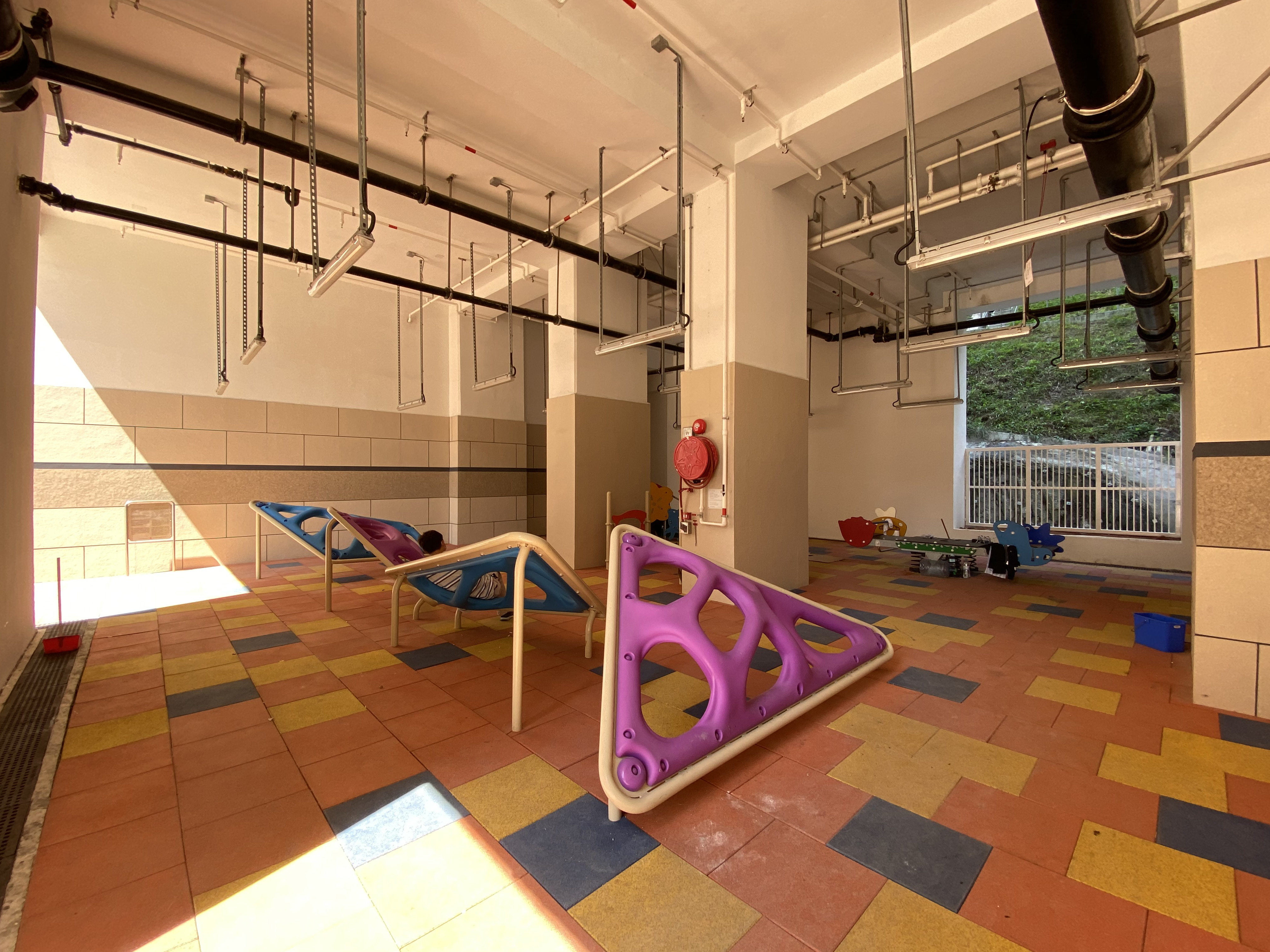
駿時樓內的兒童遊樂場（2020年10月）
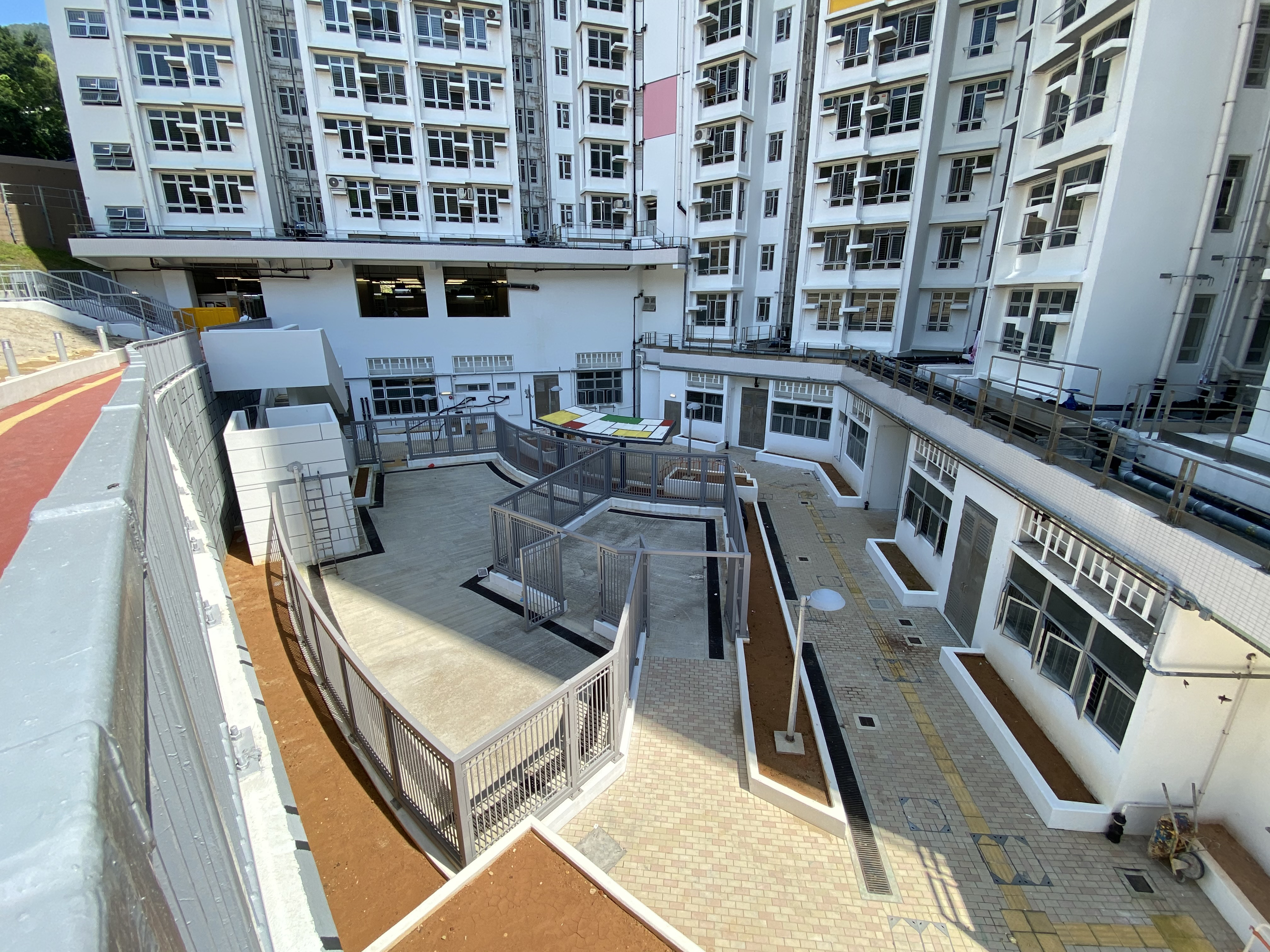
駿湖樓地面庭院（2020年10月）
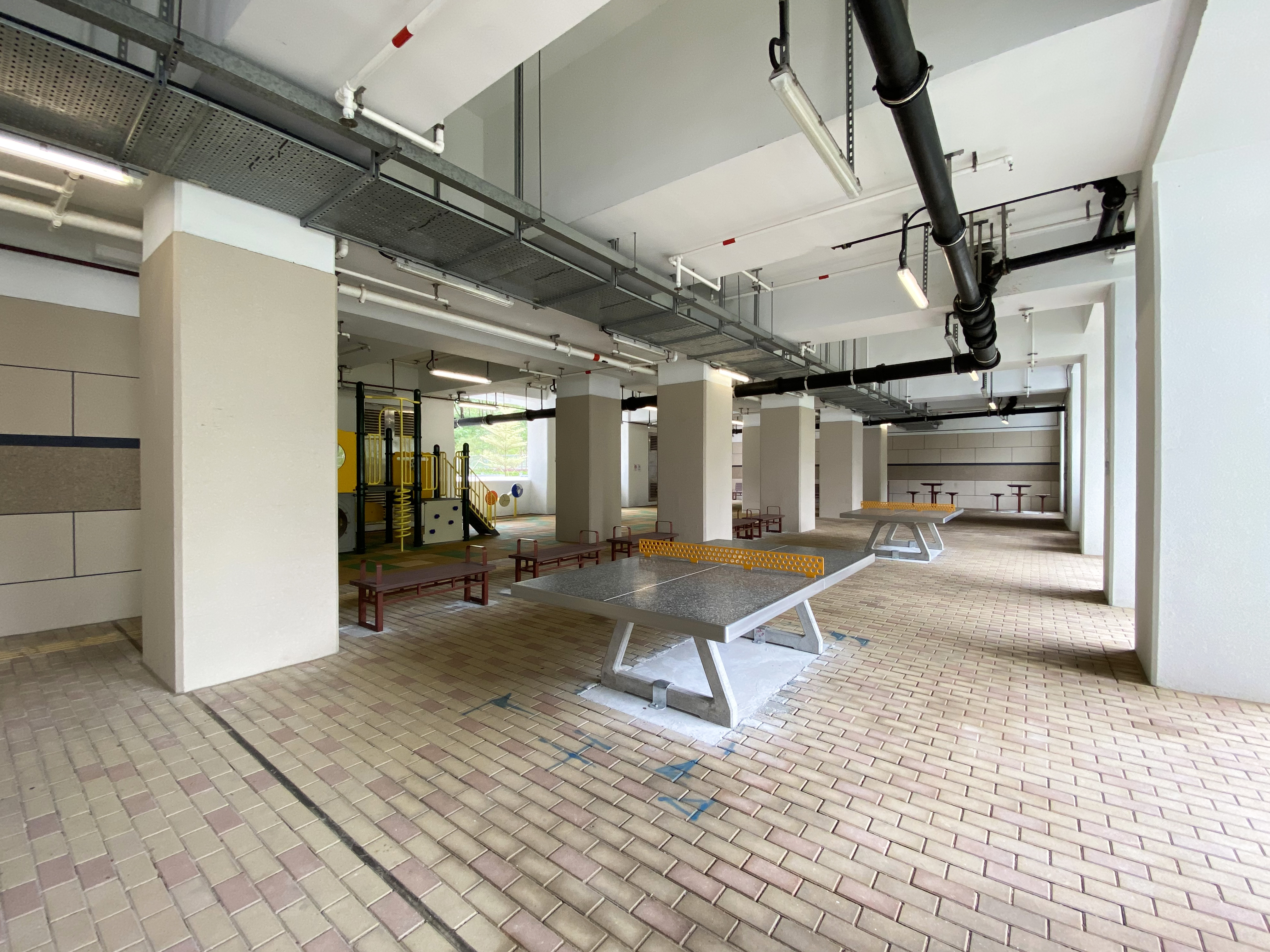
駿湖樓5樓設乒乓球檯和兒童遊樂場
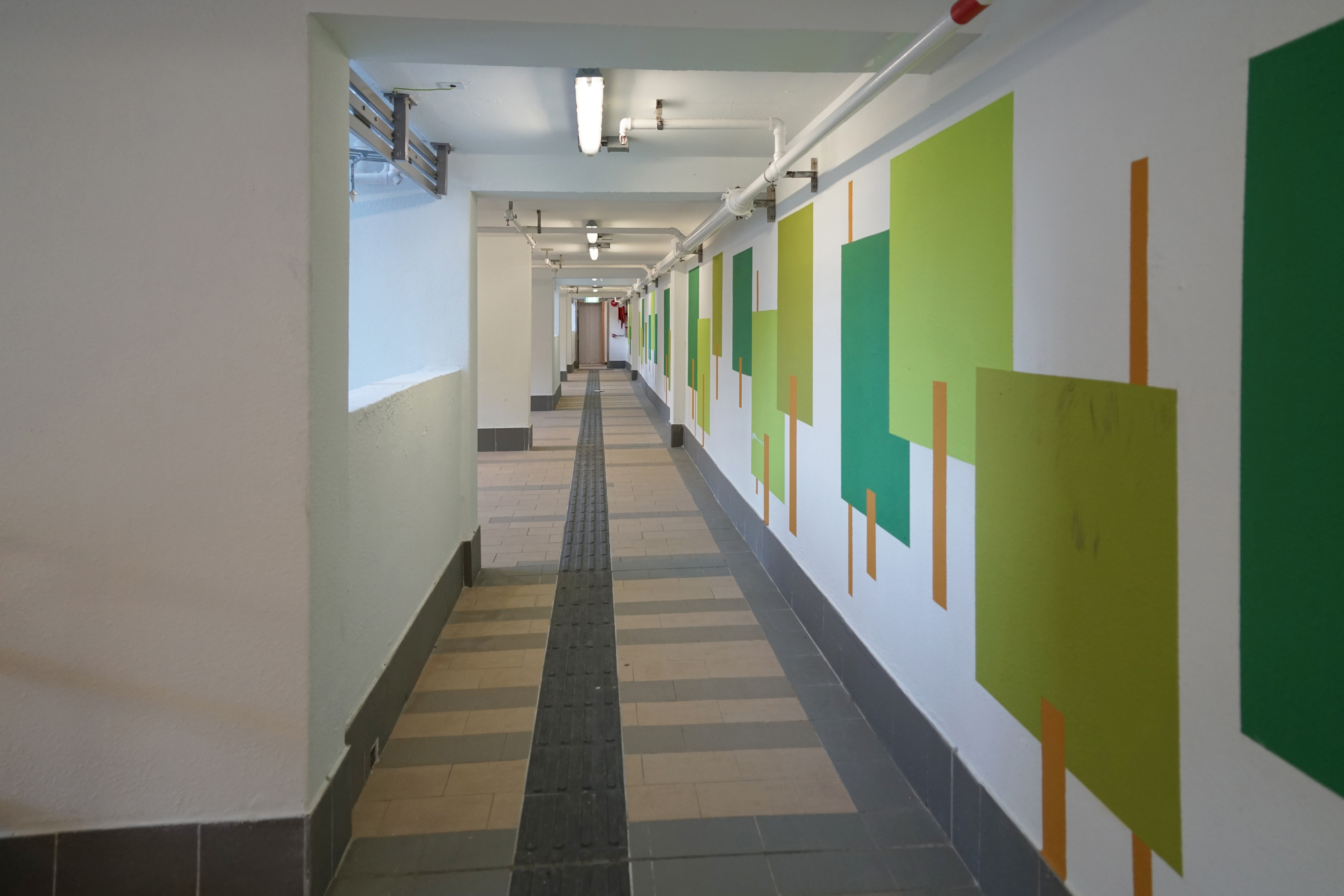
駿湖樓6樓通往桂地新村路的通道
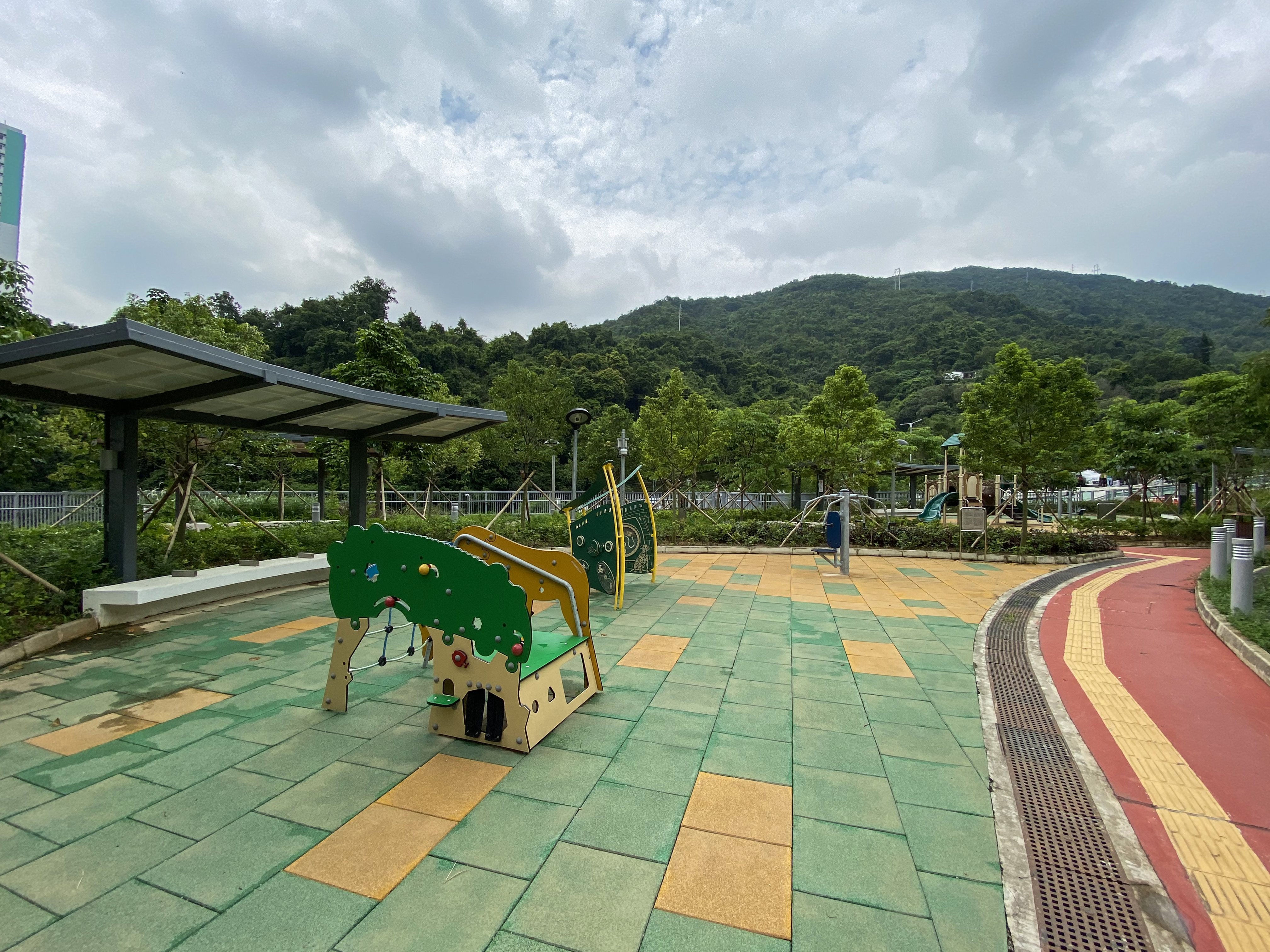
鄰近黃竹洋街的兒童遊樂場（2021年8月）
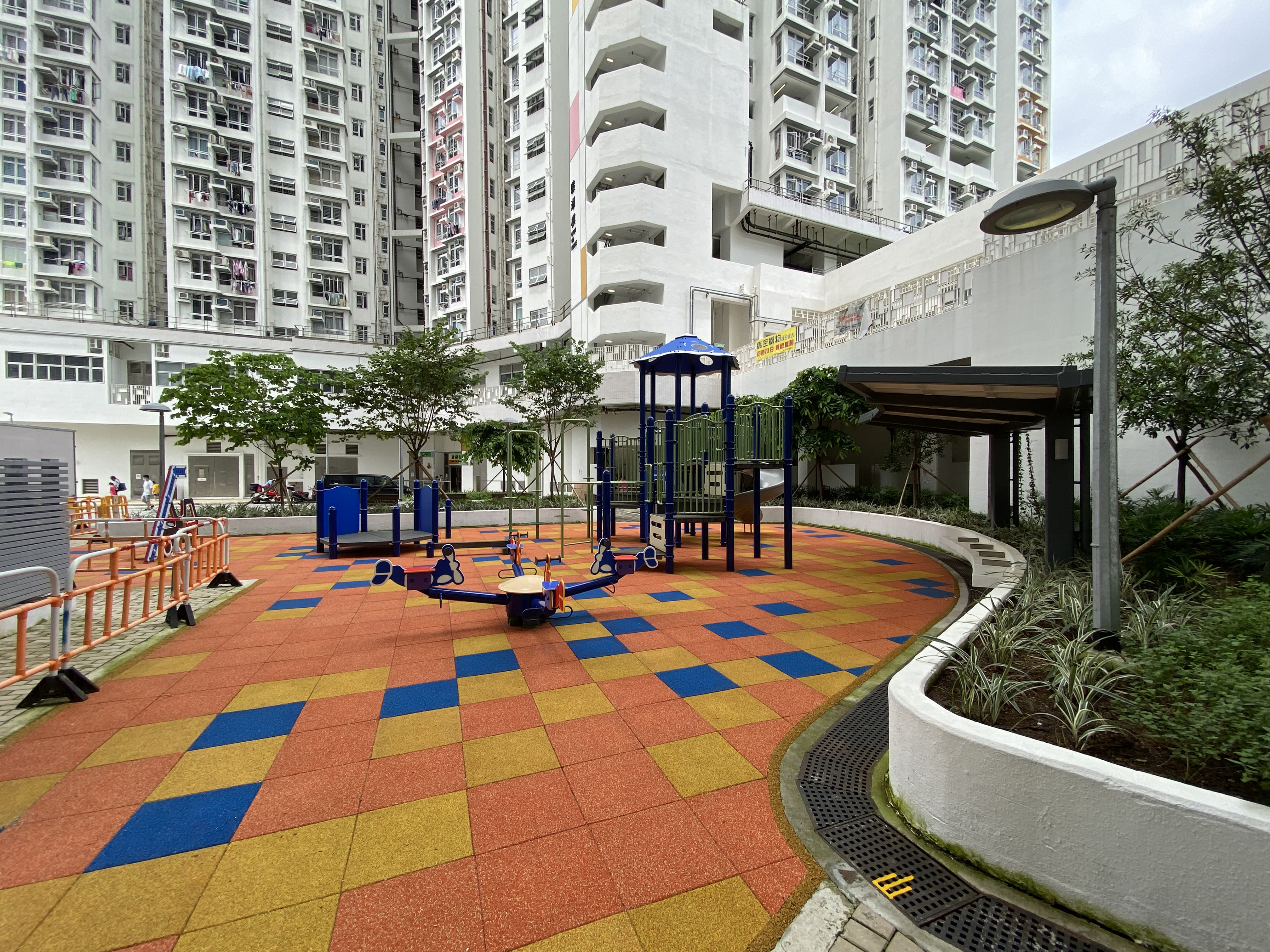
駿時樓對出的兒童遊樂場

### 福利設施
邨內設有長者日間護理中心、安老院舍、早期教育及訓練中心、幼稚園及特殊幼兒中心；另有屋邨管理處。其中特殊幼兒中心暨早期教育及訓練中心將會由救世軍營運，並設於駿逸樓地下；屋邨辦事處（保安室及管理處）設於駿時樓1樓；合約護養院舍與長者日間護理中心設於駿湖樓1樓。

### 幼稚園
- 仁愛堂鄭丁港夫人幼稚園（2021年創立）（位於駿洋商場地下，曾為臨時入伙登記處）

## 興建期間的圖片庫

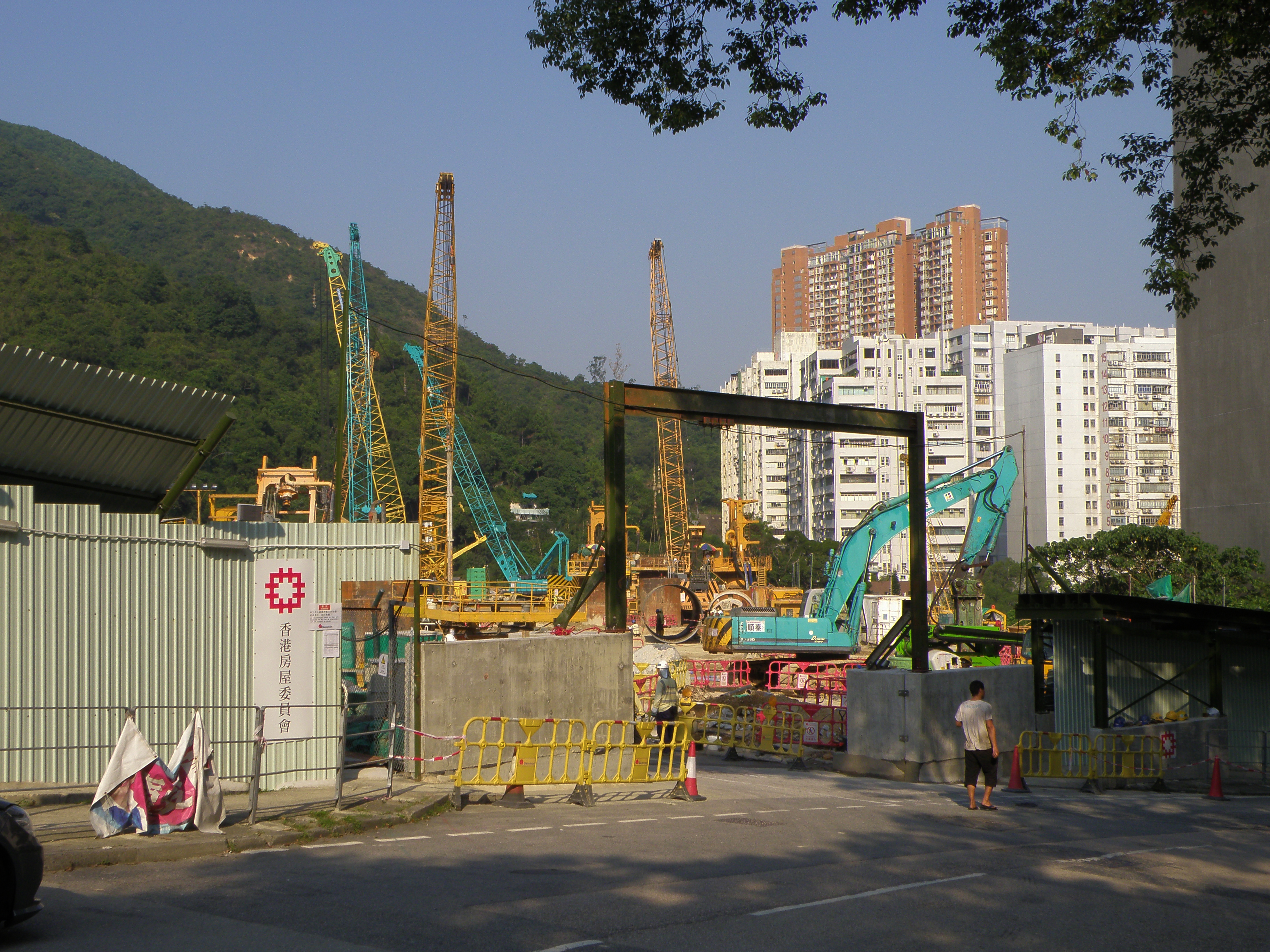
2015年10月
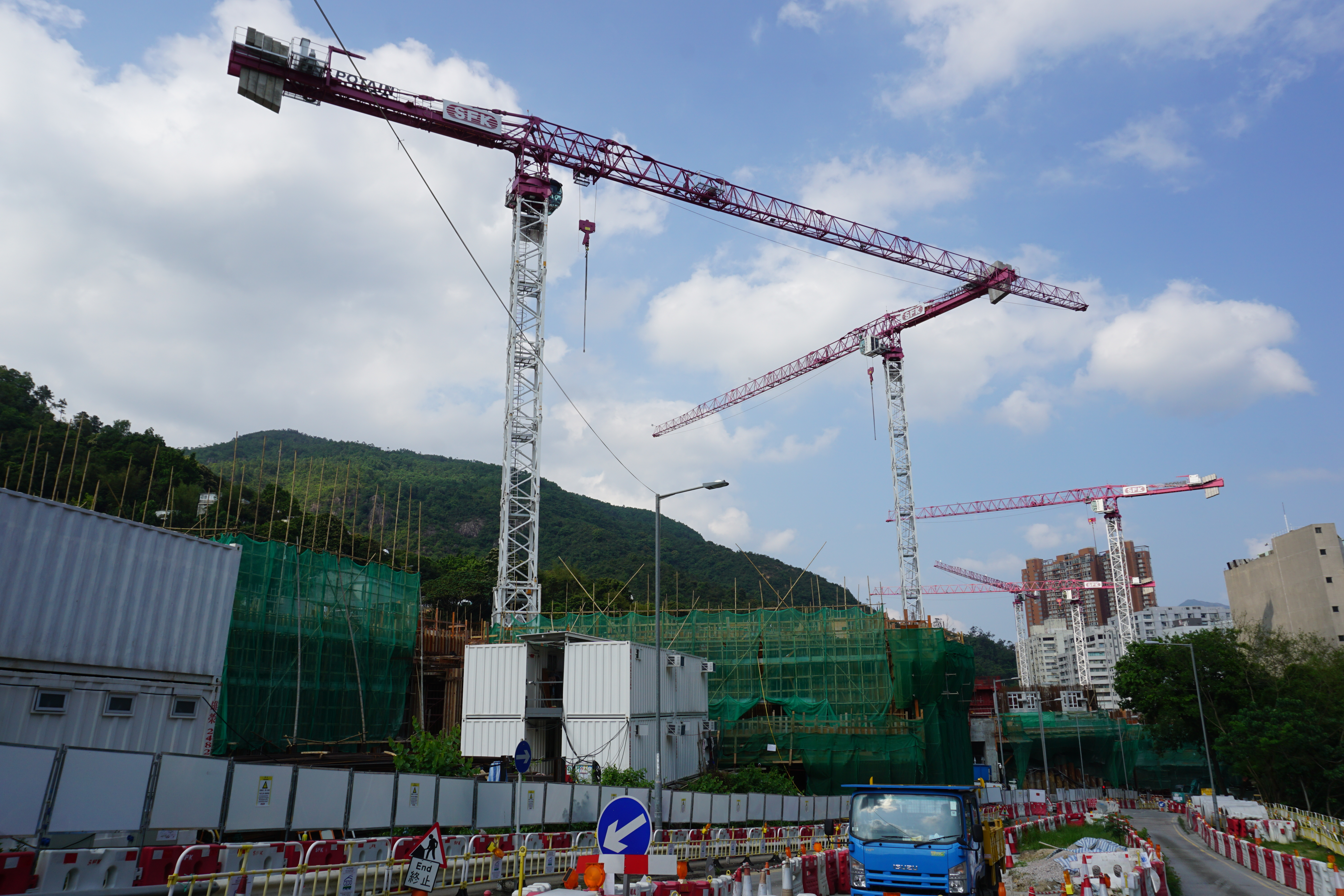
2017年5月
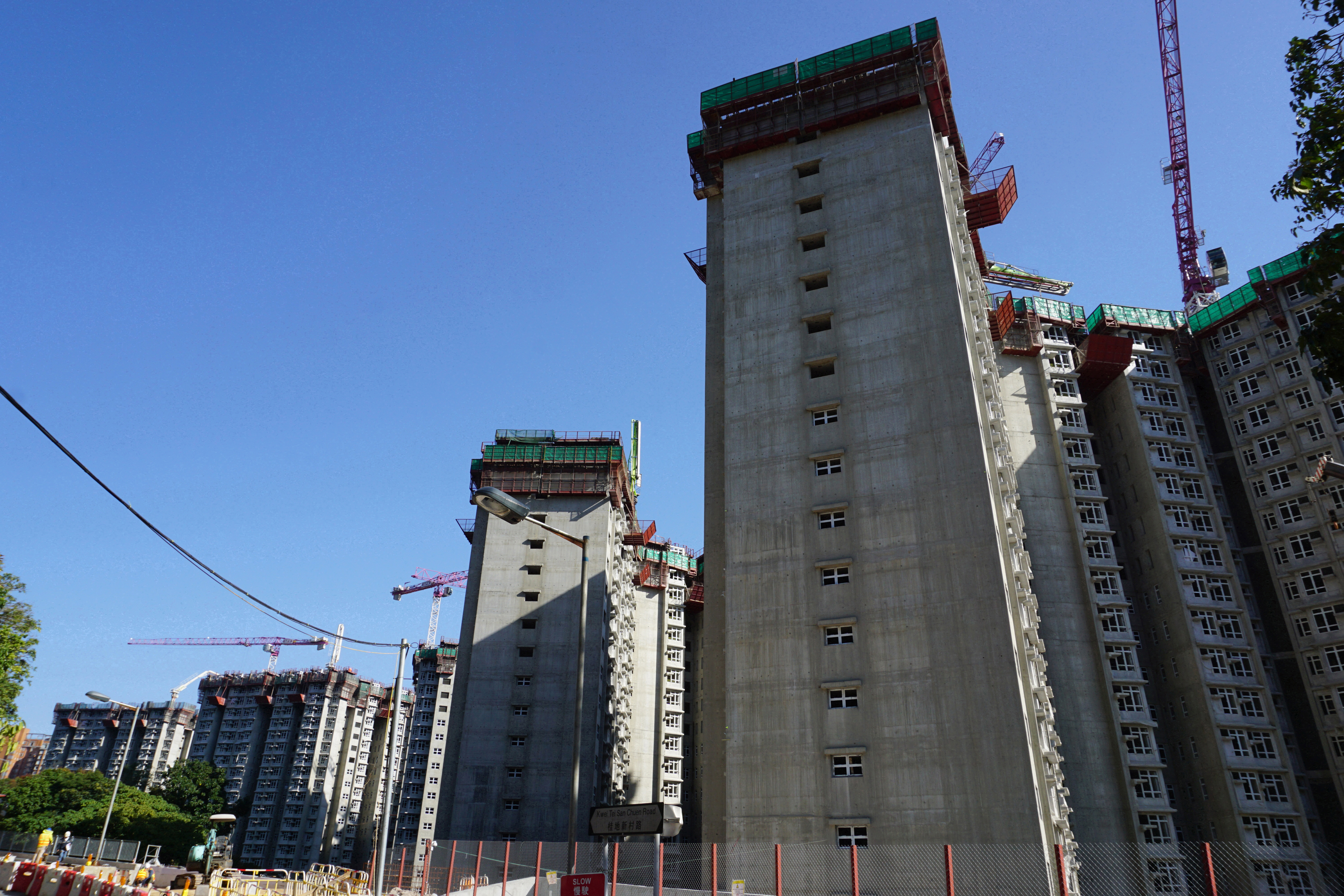
興建中之駿洋邨（2018年1月）
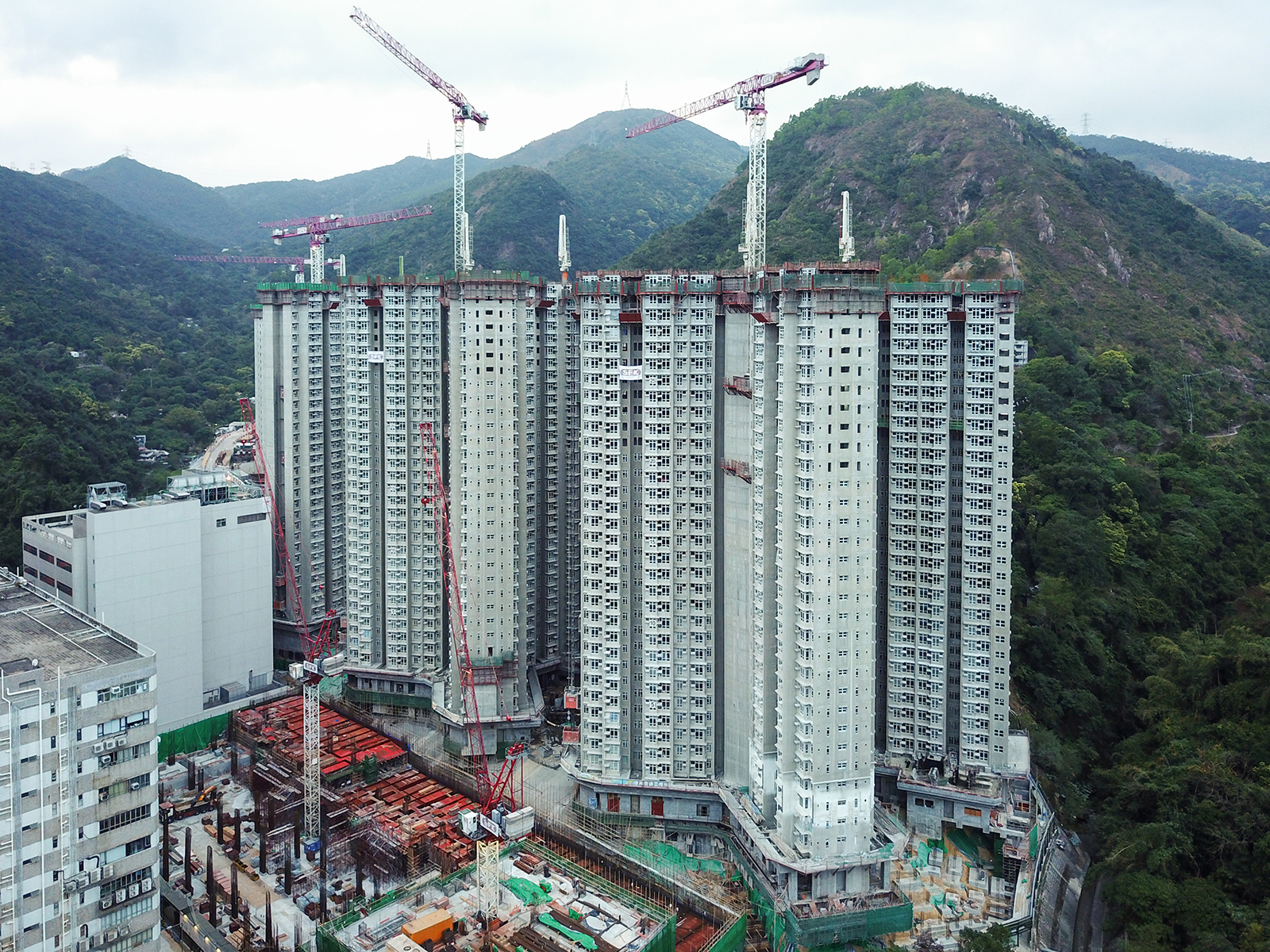
興建中之駿洋邨駿逸樓、駿爾樓、駿山樓東北面（2018年2月）
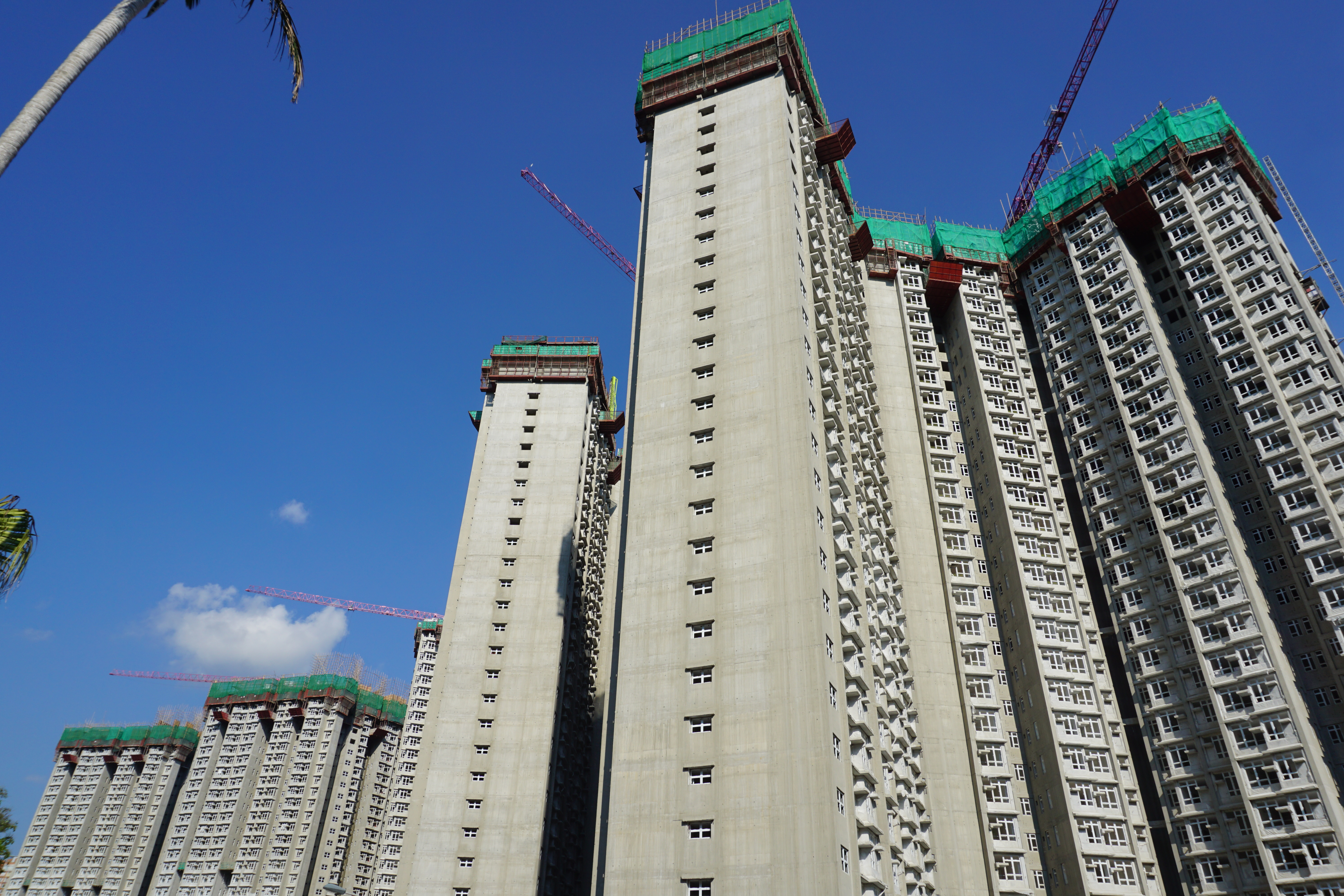
興建中之駿洋邨（2018年5月）
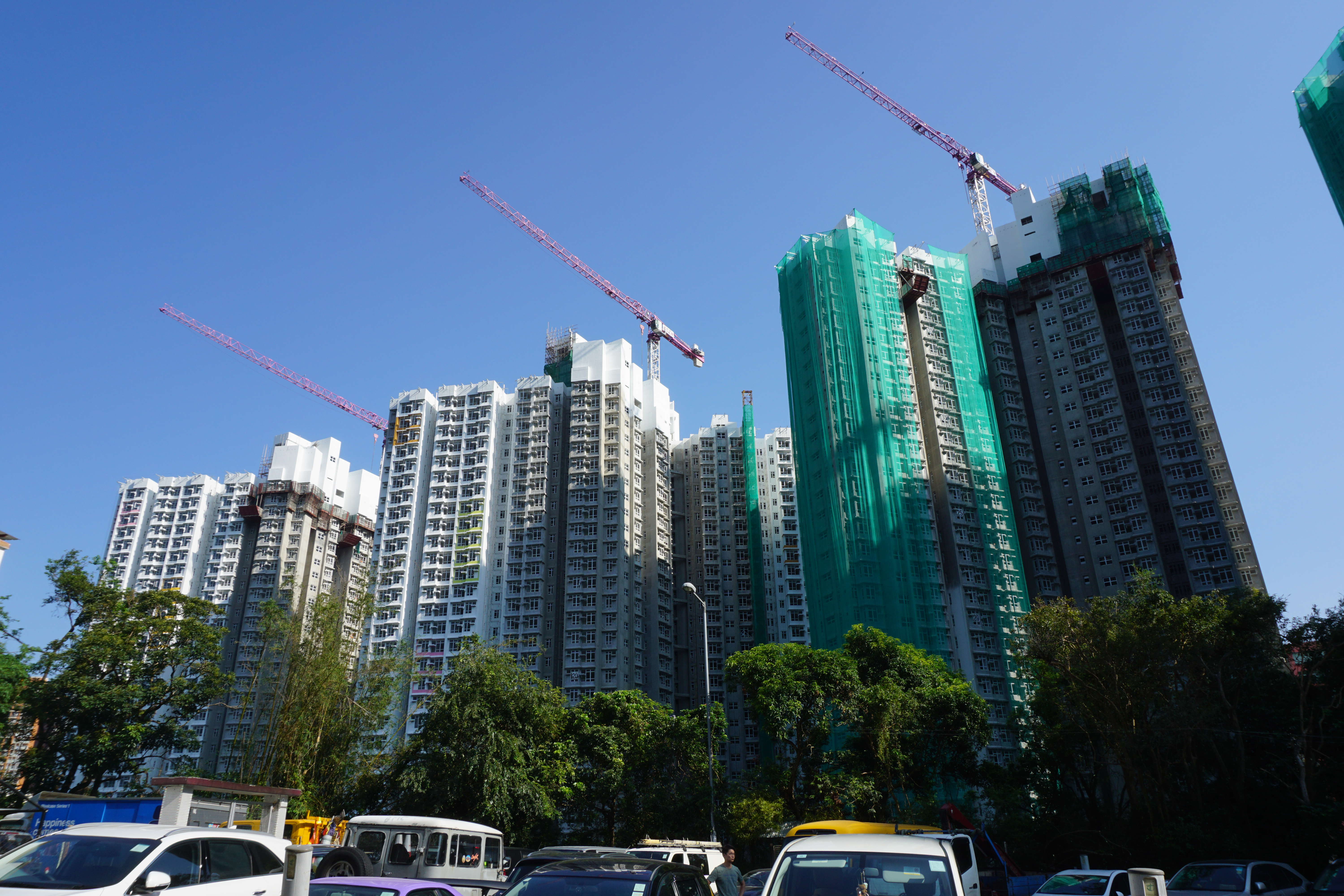
準備完工階段的駿洋邨（2018年10月）
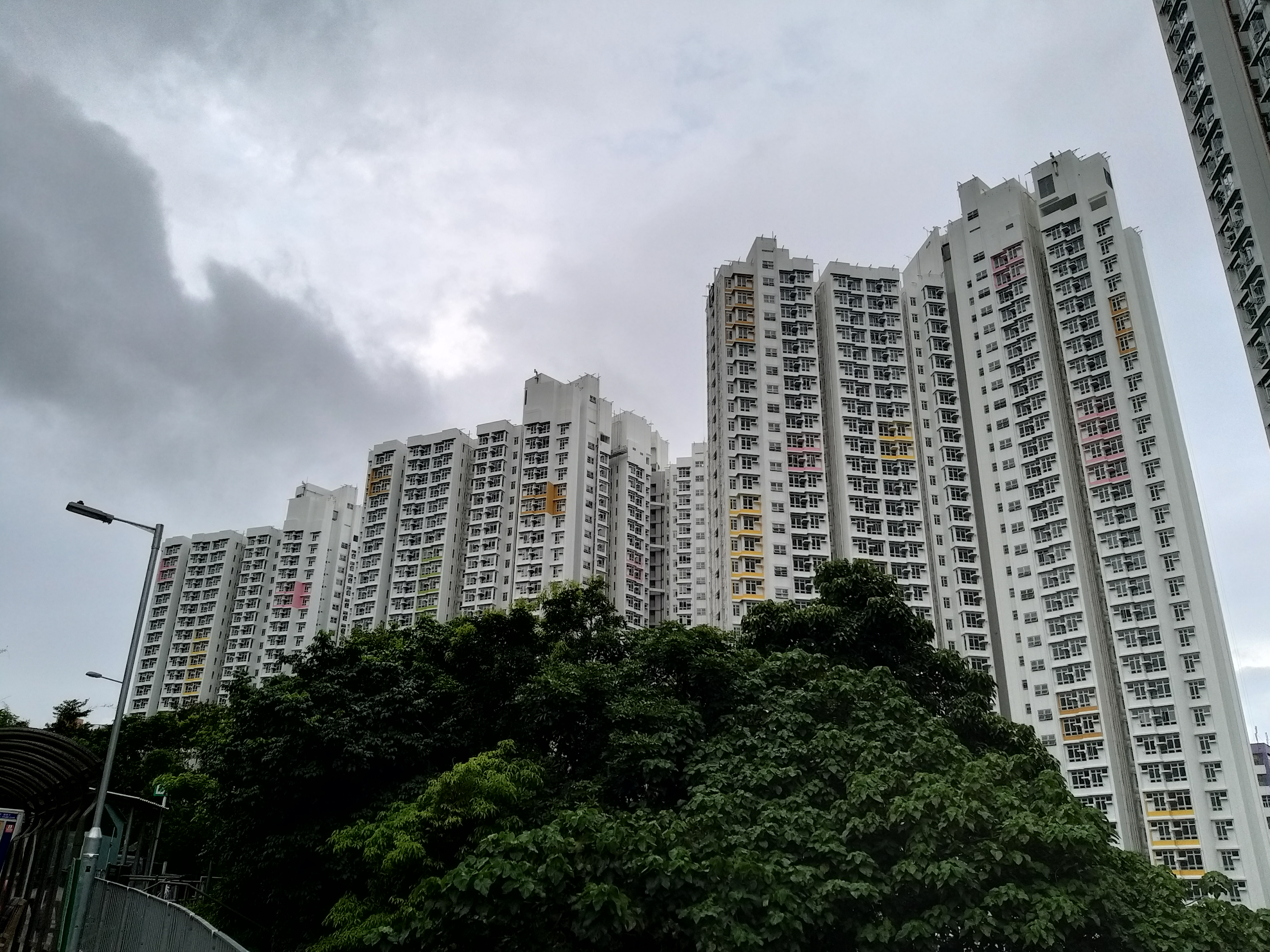
駿洋邨駿逸樓、駿爾樓、駿山樓（2019年7月）
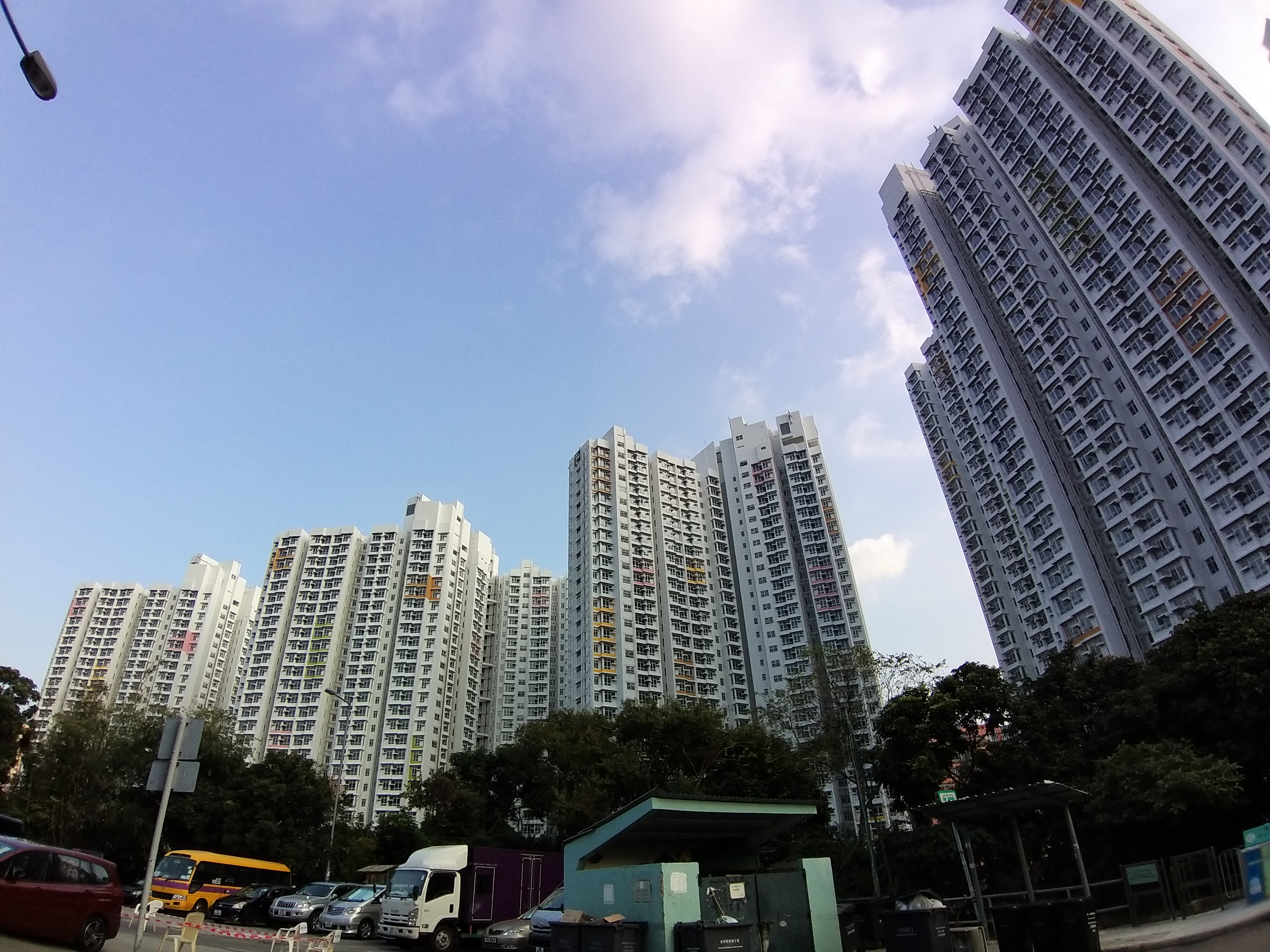
黃竹洋村遠望駿洋邨（2019年11月）
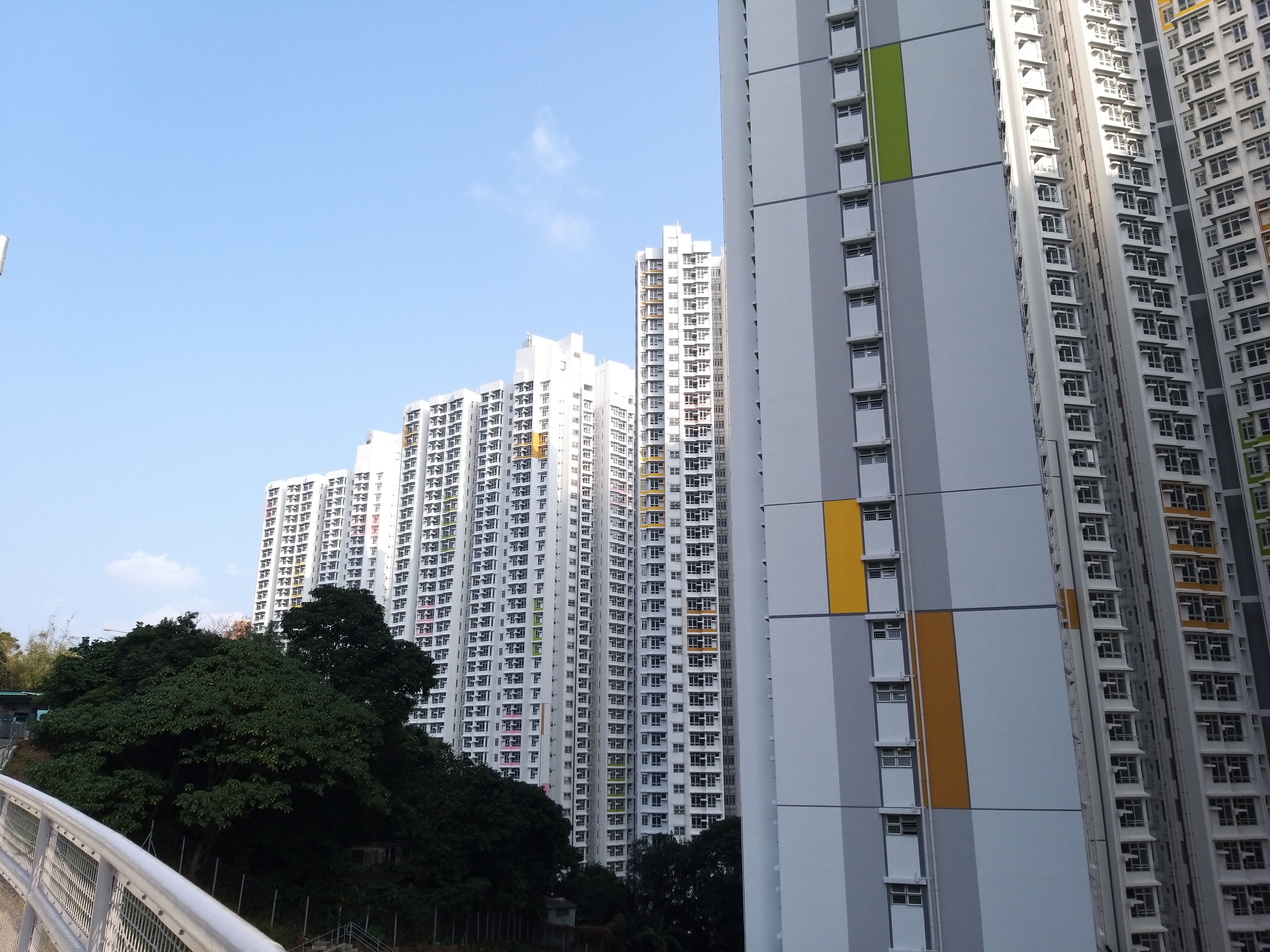
駿洋邨駿逸樓、駿爾樓、駿山樓與駿時樓東面（2020年2月）
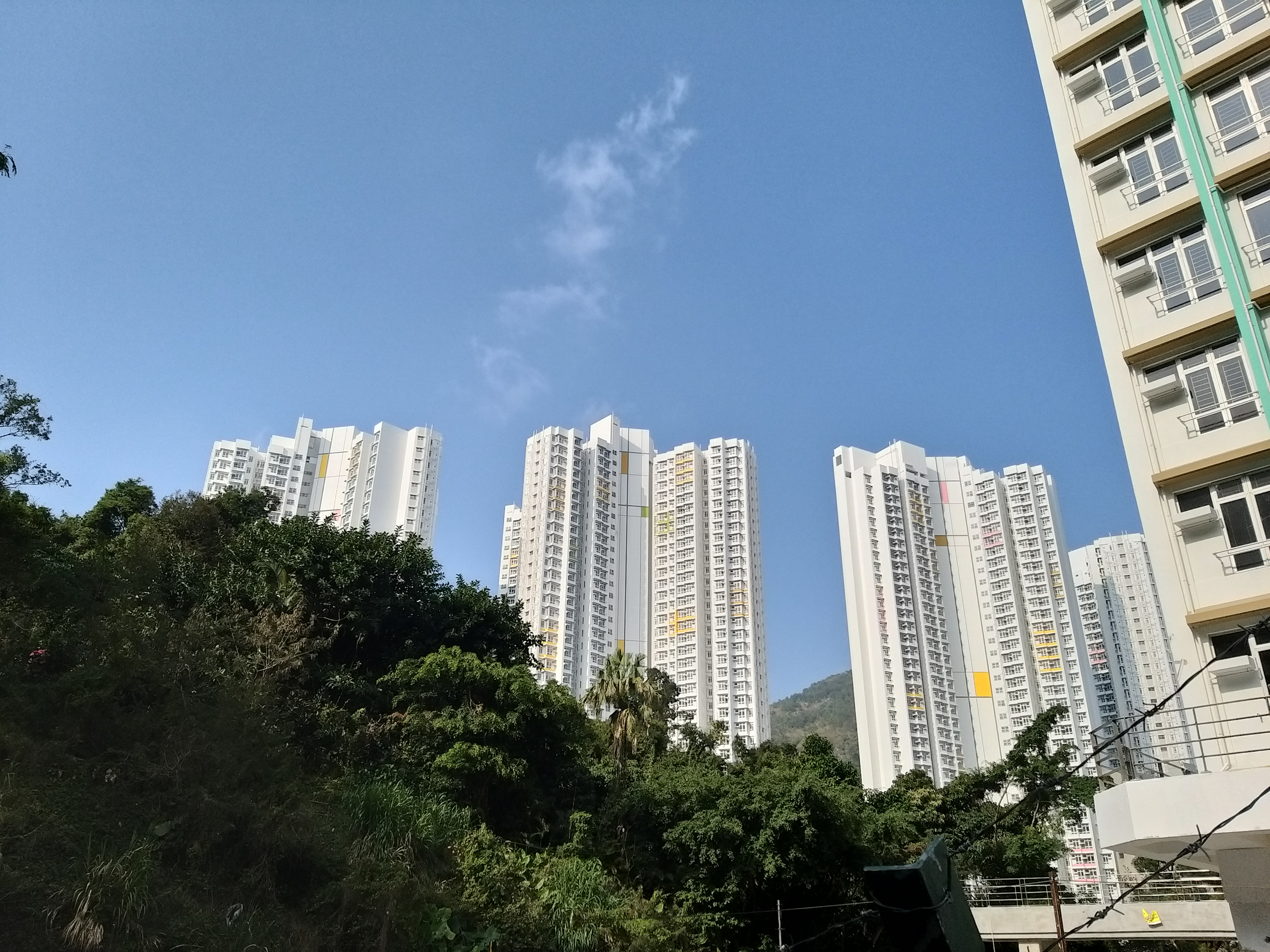
駿洋邨駿山樓、駿時樓與駿湖樓西面（2020年2月）

## 交通

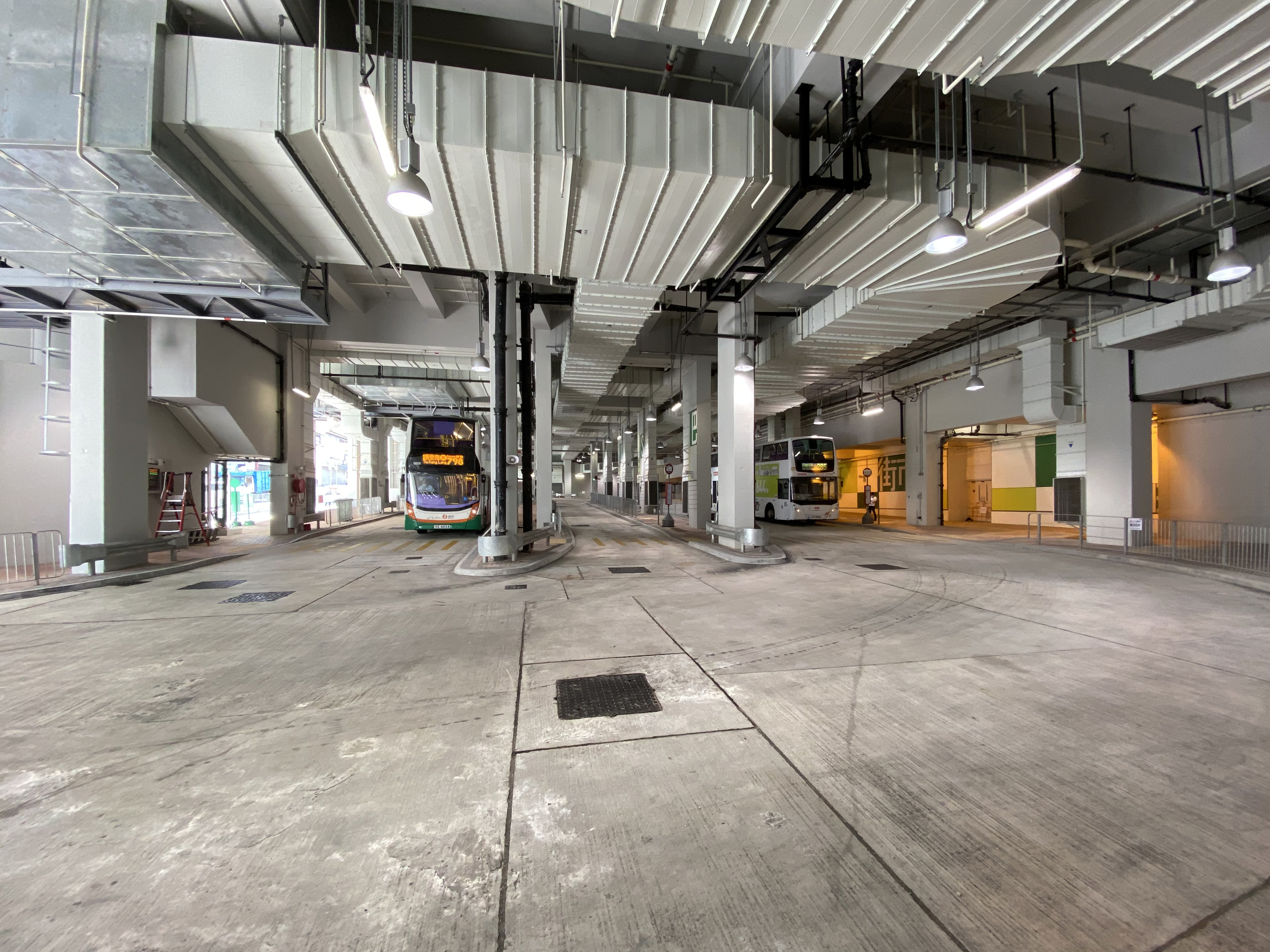
九巴於2020年9月5日起增闢285線往來火炭駿洋邨與沙田市中心

為配合屋邨落成，當局安排九巴開辦285及285A線，分別往來沙田市中心及火炭站，而九巴48P、新巴（現城巴）798及60P小巴亦延長至本邨，連同原在桂地街設站的九巴88X線、60K、481、801及811系小巴。而步行到東鐵綫火炭站約需15-20分鐘。2021年4月，來往本邨及西灣河的城巴989線亦已開辦。2022年10月，新巴（現城巴）開辦798X線

## 鄰近建築
- 彩禾苑
- 旭禾苑
- 黃竹洋村
- 桂地新村
- 星凱·堤岸

## 區議會議席分佈
| 範圍／年度 | 2020-2023 | 2024-2027 |
| ---------- | --------- | --------- |
| 駿洋邨     | 穗禾      | 沙田西    |

駿洋邨屬於沙田區議會的沙田西選區，由公民力量成員鄧肇峰與民主建港協進聯盟成員陳壇丹擔任當區區議員。而在2021年香港立法會選舉地區直選當中，則屬於新界東北選區（LC10）。

## 事件

### 屋邨被徵用作隔離設施

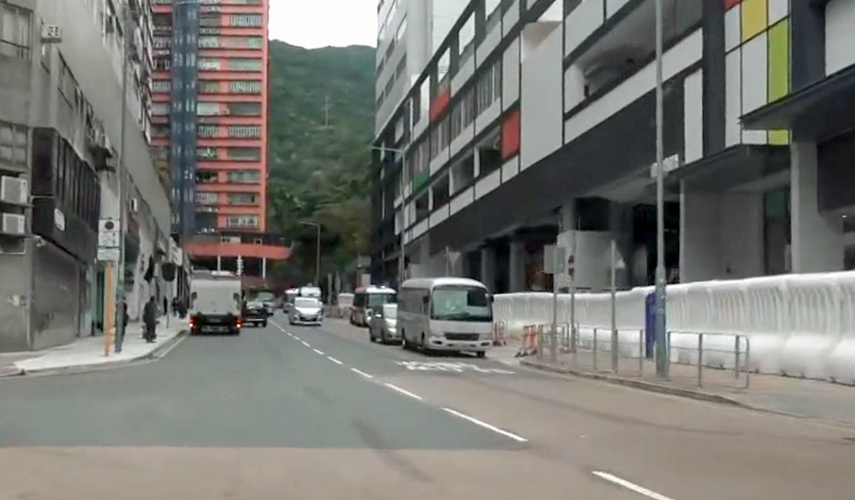
2020年2月8日，邨外有水馬圍封和大量警車戒備

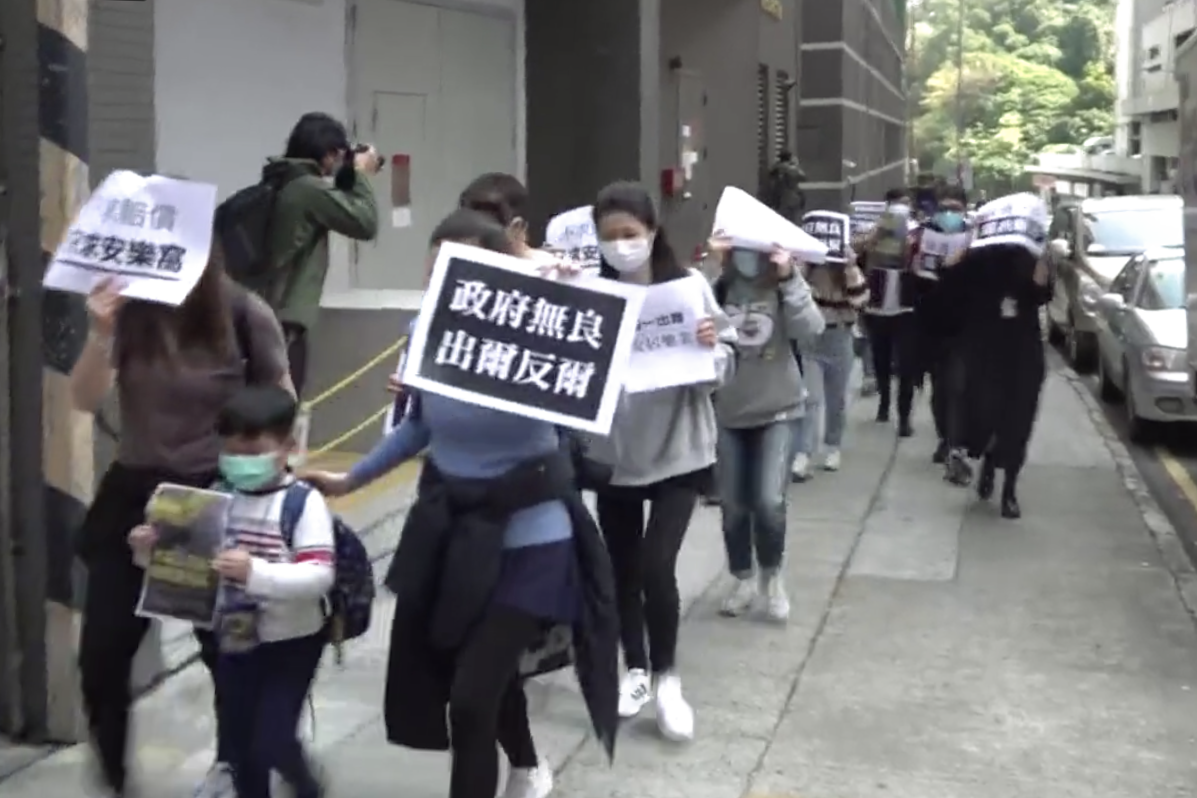
2020年2月12日中午，一批市民在火炭工業區舉行「和你LUNCH」遊行，反對政府將該處用作檢疫中心

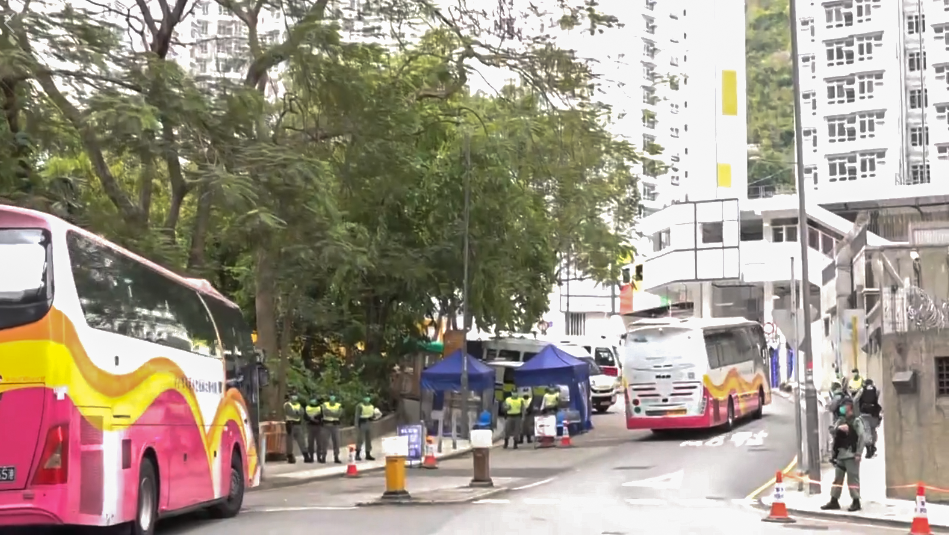
2020年2月20日，旅遊巴專車到早上10時許陸續進入駿洋邨的檢疫中心，警方在進出駿洋邨的車路設置警崗，出入該邨的車輛需接受警員檢查

2020年2月初，網上流傳原於2月入伙的駿洋邨將會改為隔離檢疫設施，而警方在2月7日深夜起在該邨附近駐守及設置水馬，到2月8日更有大量警員在火炭一帶嚴密佈防，防暴警在多處截查多人。政府在未有事前諮詢居民，鄉委會和區議員下將火炭駿洋邨改為檢疫中心，並推翻特首林鄭月娥在1月28日表示「放棄未入伙公屋作為檢疫中心」的說法。有關安排引起駿洋邨準入伙住戶和火炭居民的不滿。而區議員和民間曾多次舉行集會，遊行和請願，反對政府將該處用作檢疫中心。而警方也預先大力加強佈防，防止再出現暉明邨衝突造成的縱火破壞。到2月18日，特首林鄭月娥表明駿洋邨是檢疫中心的唯一選擇，沒有後備方案，將用以接收滯留於日本橫濱郵輪鑽石公主號上無確診COVID-19的港人，並強制隔離檢疫14日。同時，駿洋邨已準備就緒，有警方駐守及設置大型水馬，出入人士和車輛都需登記。到同年6月，有居民認為政府提供的6000元特惠津貼過份涼薄及不切實際，期望政府為影響的住戶作出補償，免租一年。
2020年8月，有準住戶獲得通知，指單位會在8月中至10月底退回給居民。不過政府其後突然宣佈，繼續保留第一至三座作檢疫中心直至年底，最快2021年第二季才入伙。沙田區議員麥梓健批評政府出爾反爾，失信於民。而第四至五座的居民擔心會被感染。有準住戶對政府再三延遲感到十分無奈，而患上抑鬱症。
經多方施壓後，駿洋邨隔離中心最後於2020年9月24日正式關閉 ，第1-3座單位於2020年10月下旬翻修後在同年12月起陸續入伙 。

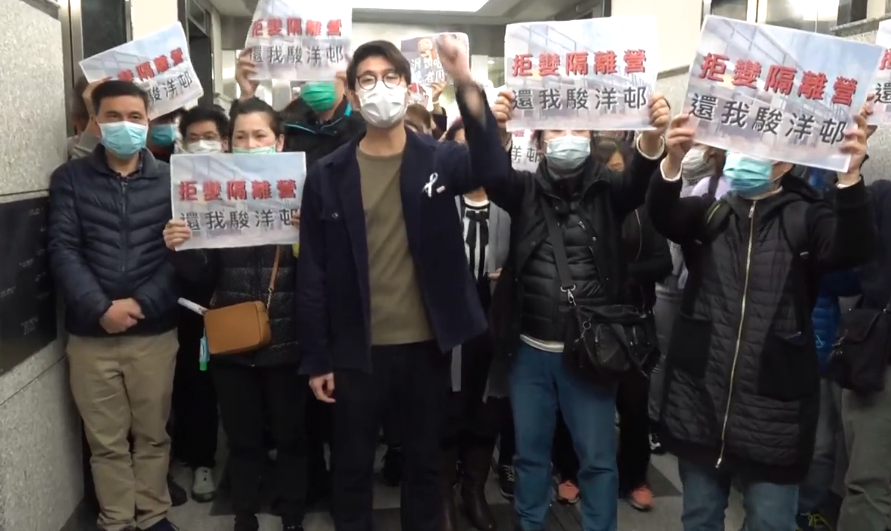
2020年2月10日下午，沙田區議會召開特別會議討論港府計劃徵用未入伙的火炭駿洋邨作隔離營期間。區議會會議室外有麥梓健議員和駿洋邨準居民抗議
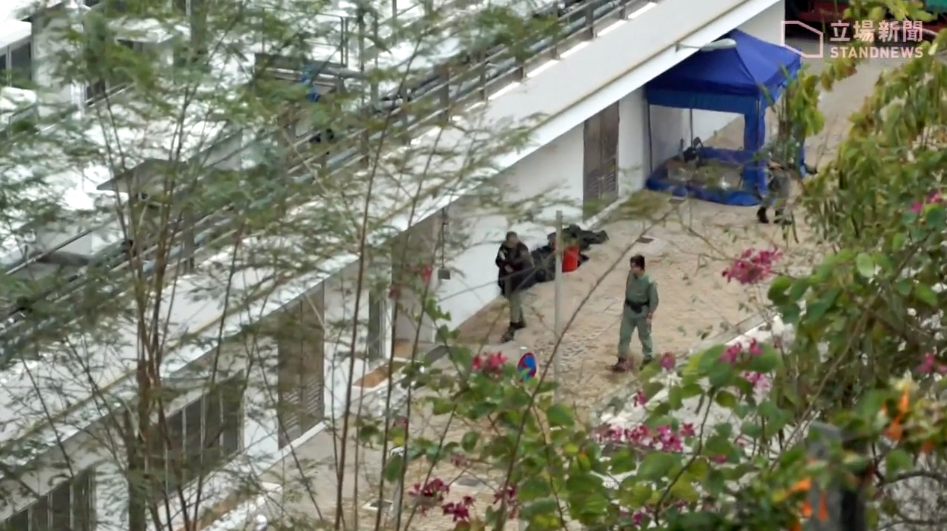
防暴警察在邨內戒備（2020年2月）
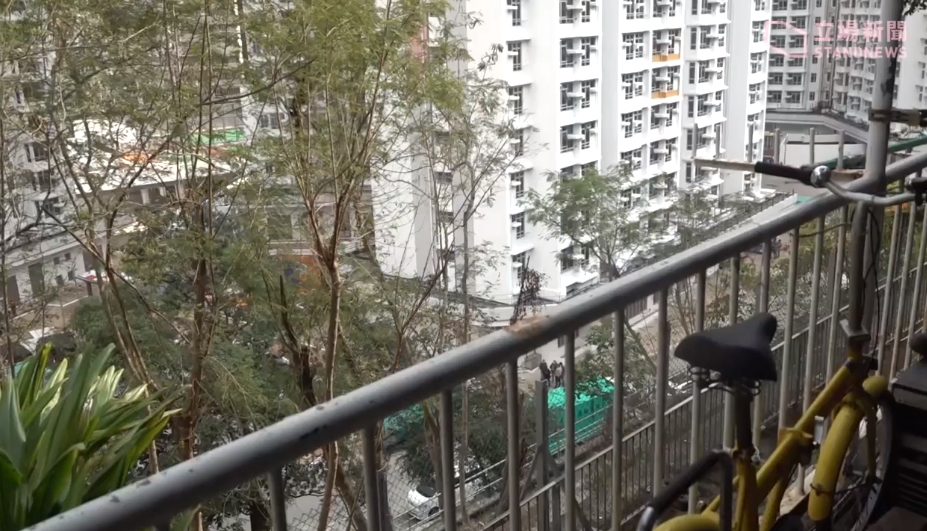
桂地新村部份單位與駿洋邨距離只有約30米（2020年2月）
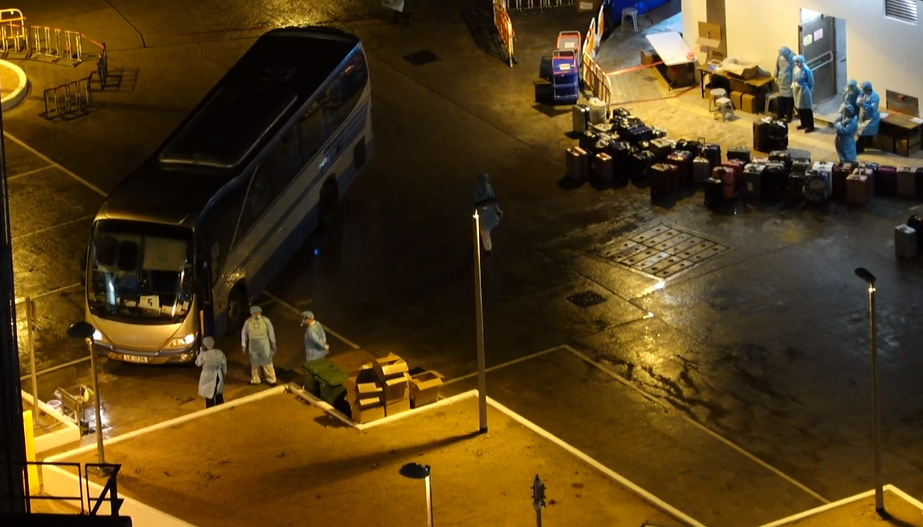
2020年3月4日，港府派出首班去武漢接回港人的班機抵達香港，所有乘客將入住火炭駿洋邨隔離14日
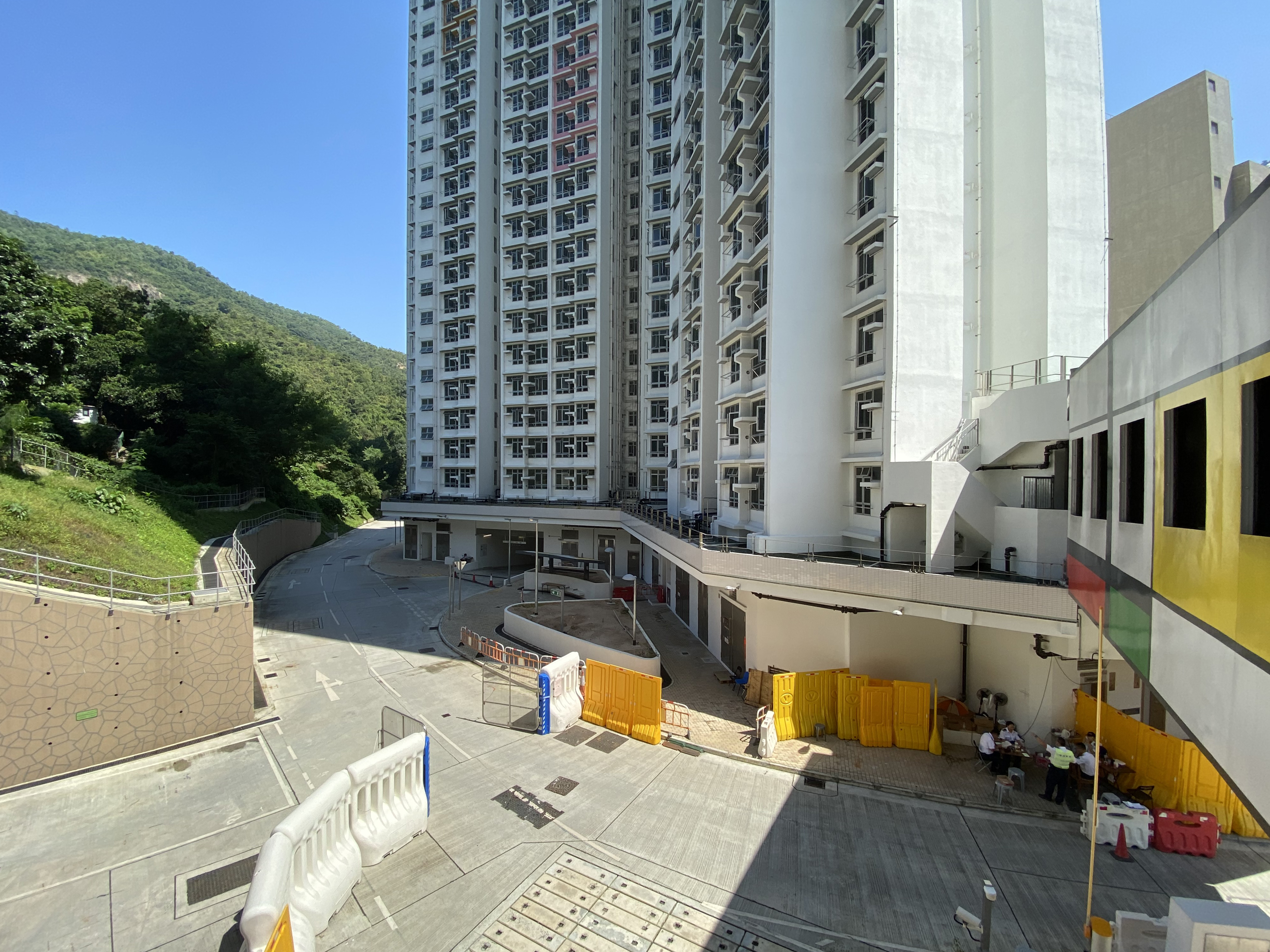
政府曾在2020年8月8日突然宣佈繼續保留第一至三座作檢疫中心直至年底，圖為中心入口，最後該檢疫中心於2020年9月24日正式關閉
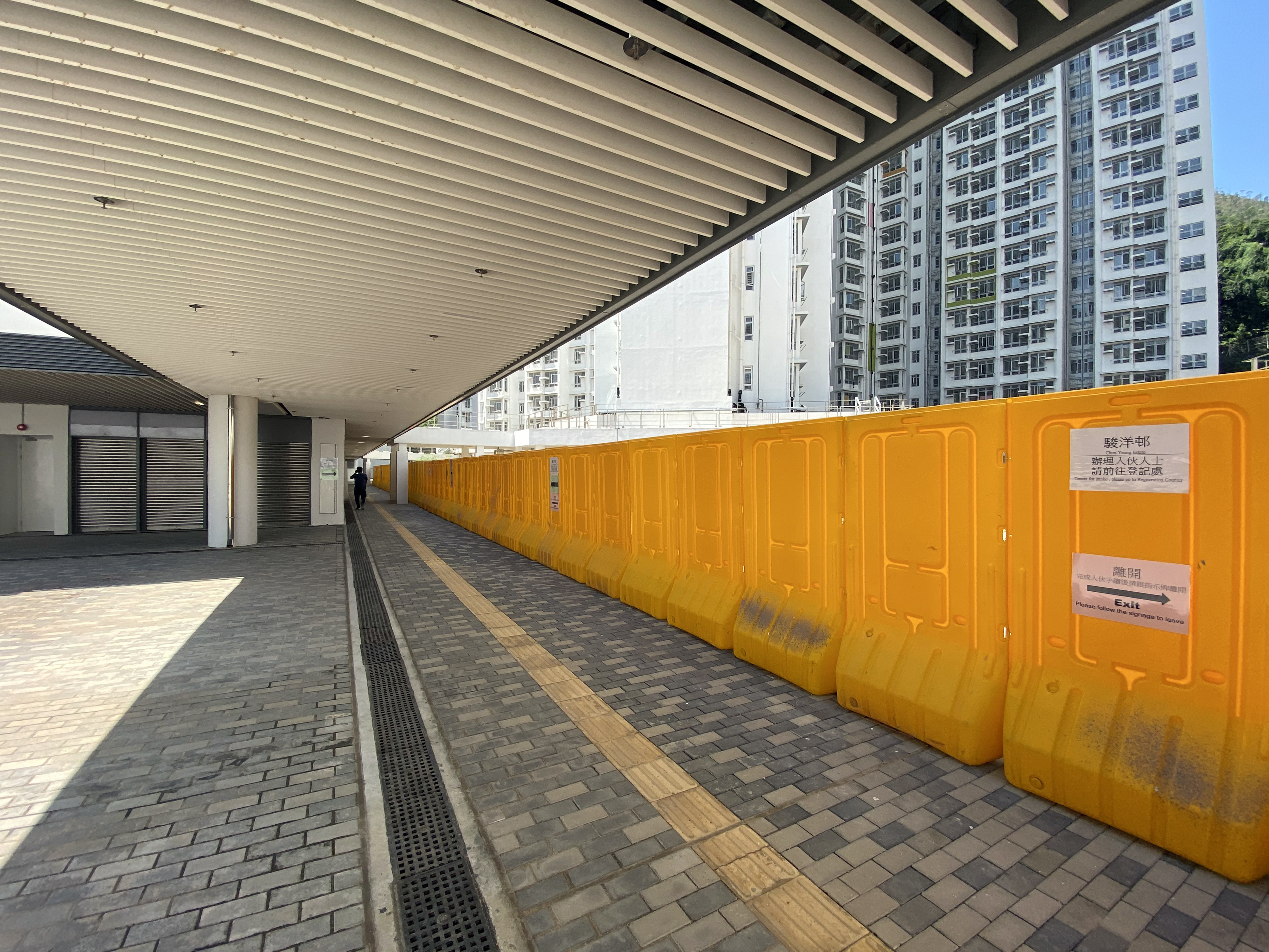
2020年10月，檢疫中心曾利用高身隔欄分隔

### 新開張酒樓遭黑社會勒索
2020年12月19日，邨內商場一間酒樓“新明苑”開張時，有約7至8名男子手捧一盆蘭花，向酒樓經理收取「陀地」保護費。兩日後經理再接獲來電，對方要求與負責人商討保護費金額，經理於是報警求助。警方在12月22日拘捕涉案8名男子，年齡介乎15至44歲，全部均有黑社會背景。

### 跳樓自殺
2022年5月3日清晨，一名17歲梁姓中五男生疑因不堪學業壓力，於第2座寓所跳樓自殺身亡。

## 外部連結
- 房委會物業位置及資料 駿洋邨（页面存档备份，存于）
- 沙田第16區及58D區公共房屋發展項目樓宇命名（页面存档备份，存于）